# Ряба масть

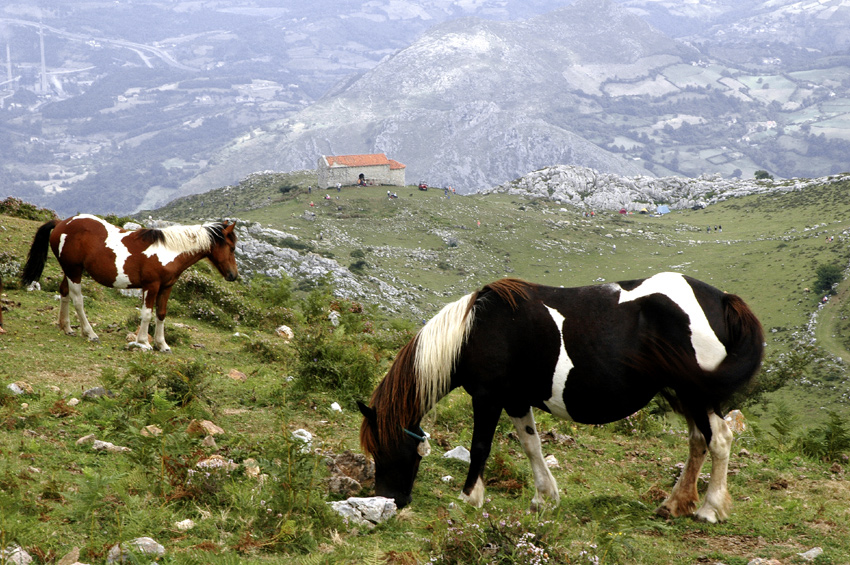
Рябі коні.

Ряб́а масть — одна з похідних мастей коней, що виникла внаслідок генетично обумовленого явища депігментації коней. Лошата рябої масті народжуються одразу з помітними білими плямами на тілі, що контрастують на тлі будь-якої з можливих базових мастей.

## Опис
Кіньми рябої масті називають тих представників, у яких по всій основній масті, іноді у гриві та хвості розкидані великі білі плями неправильної форми. За контрастуючими кольорами легко можна визначити базову масть коня, так з'являються більш конкретні назви: гнідо-ряба, вороно-ряба, рудо-ряба, солово-ряба, булано-ряба, сіро-ряба, ізабелово-ряба тощо. Окрім різноманіття базових мастей, які можуть поєднуватись з білими плямами, ученими з усього світу описаний цілий ряд типів рябої масті, які відрізняються як генетично, так і фенотипово. Розвиток науки дозволив вирішити проблеми з тестуванням та описом рябих представників, проте досі існують чинники, що унеможливлюють чи сповільнюють їх ідентифікацію та реєстрацію.

### Головні ознаки
- Помітні білі плями неправильної форми на тлі кольорової гами базової масті, що несуттєво або взагалі не змінюють своє місцеположення та розмір з віком.
- Розмір та форма цих плям відповідає певним типам рябої масті, візуальний прояв рябої масті прийнято відмежовувати від коней з білою мастю та коней з невеликими білими відмітинами.

Приклади повної назви рябої масті.
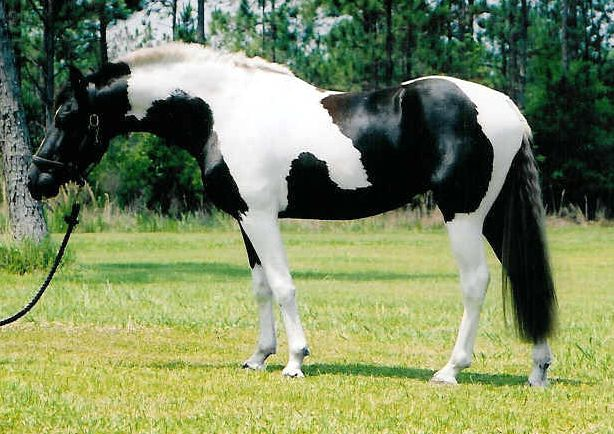
Вороно-ряба масть барвистого типу
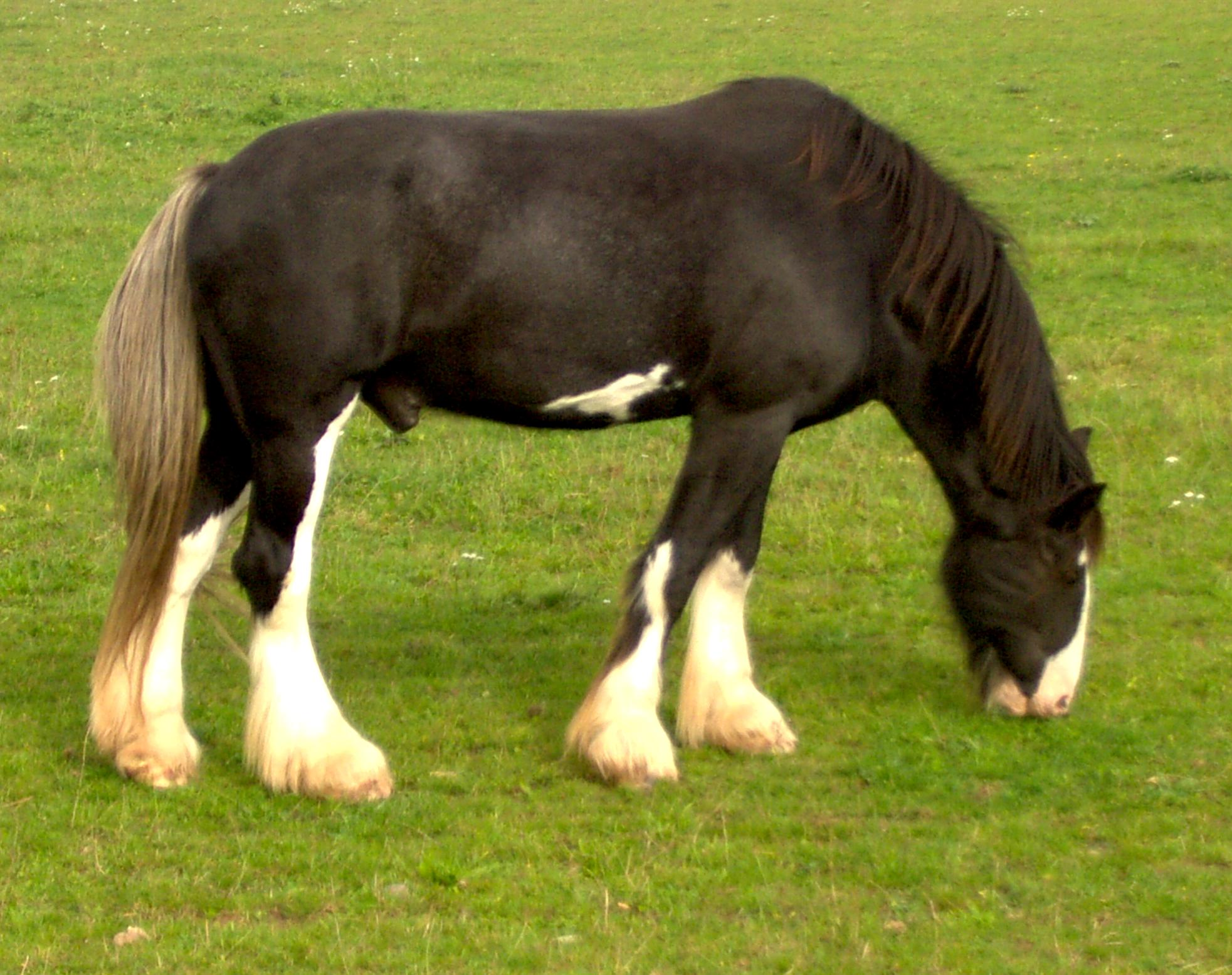
Вороно-ряба масть білоплямистого типу
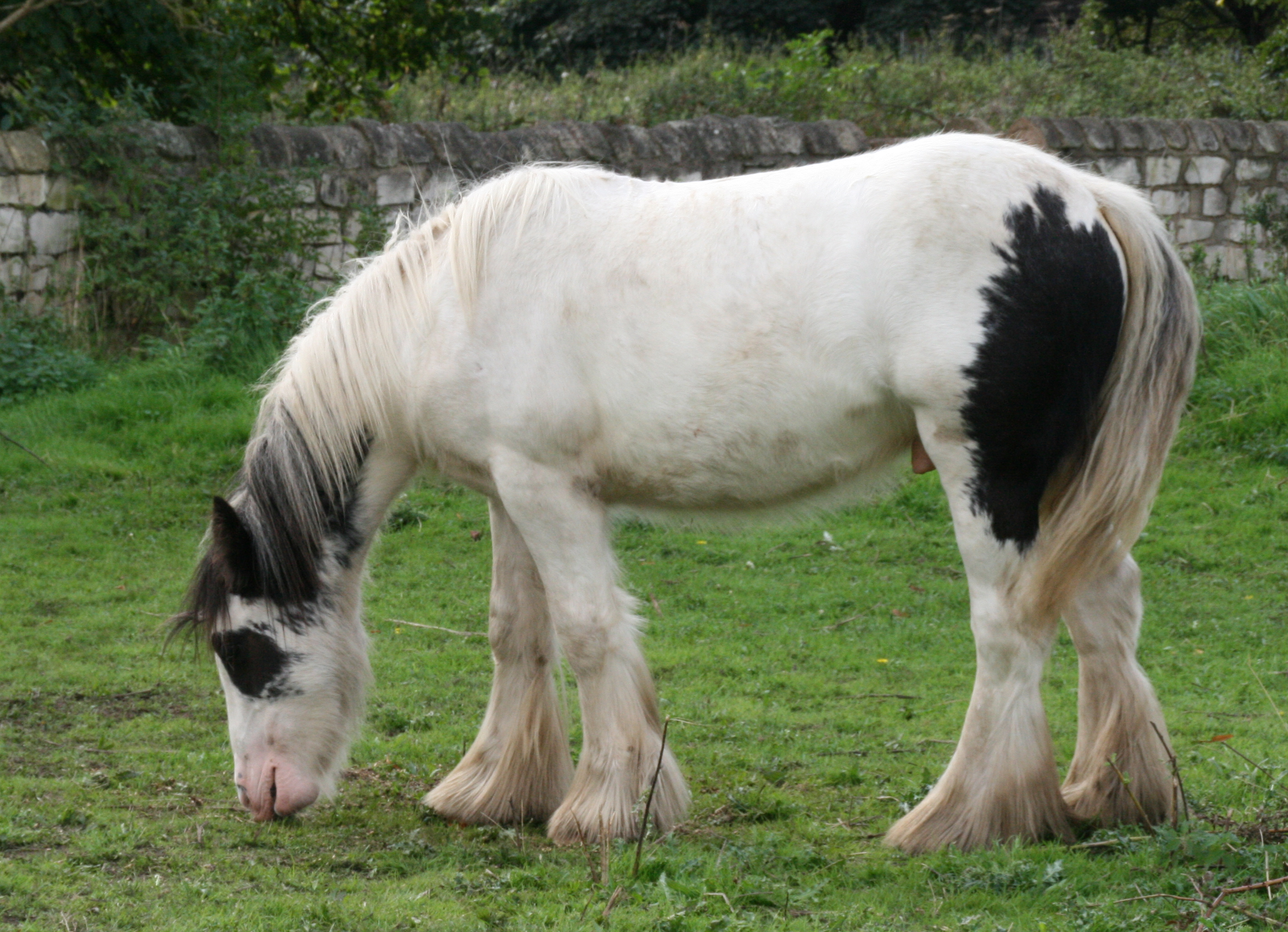
Вороно-ряба масть змішаного типу
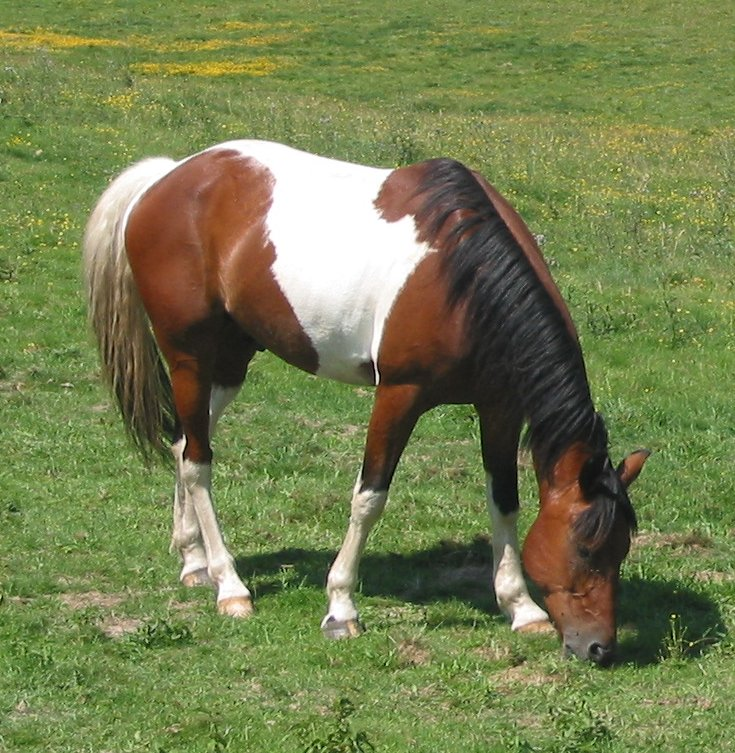
Гнідо-ряба масть барвистого типу
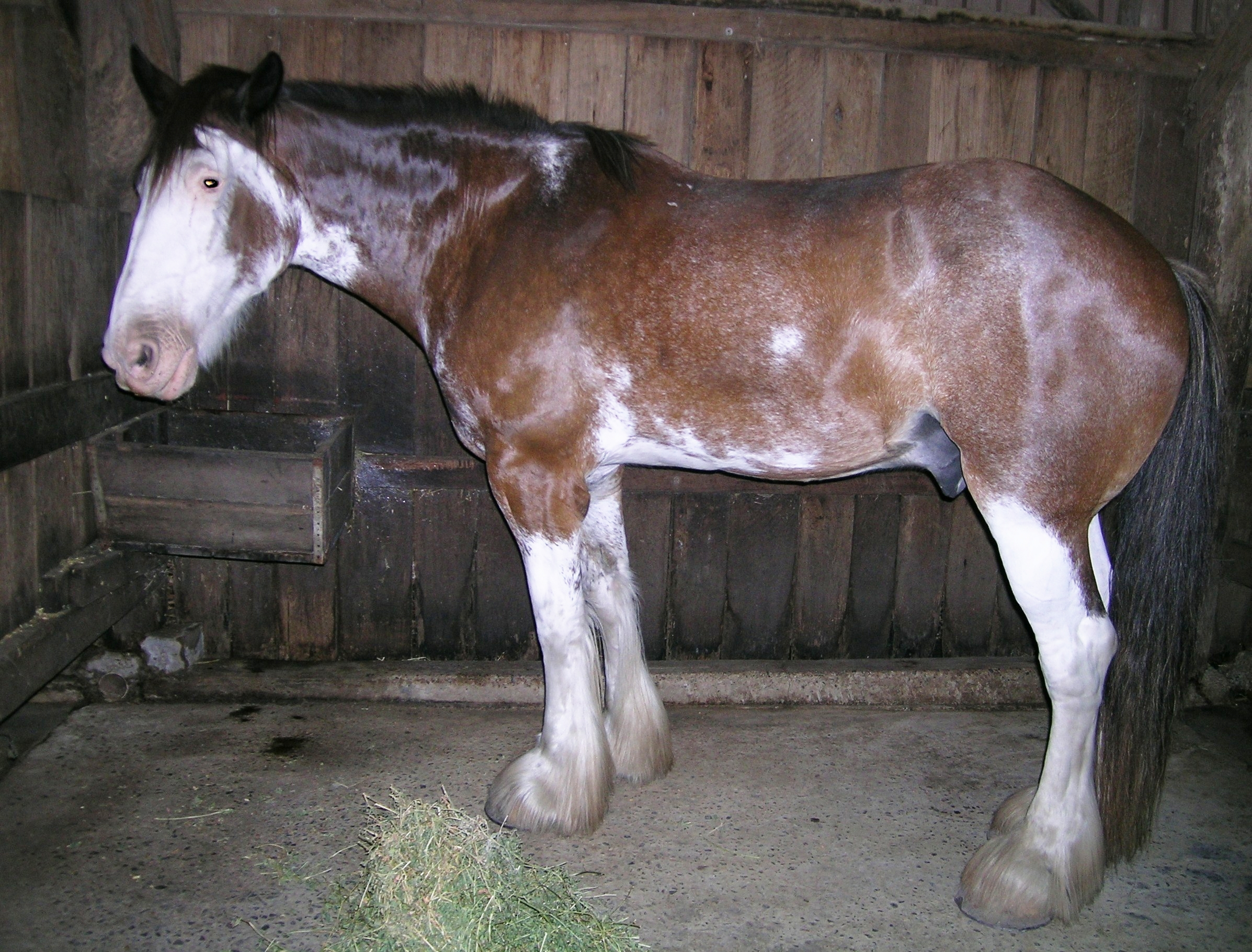
Гнідо-ряба масть білоплямистого типу
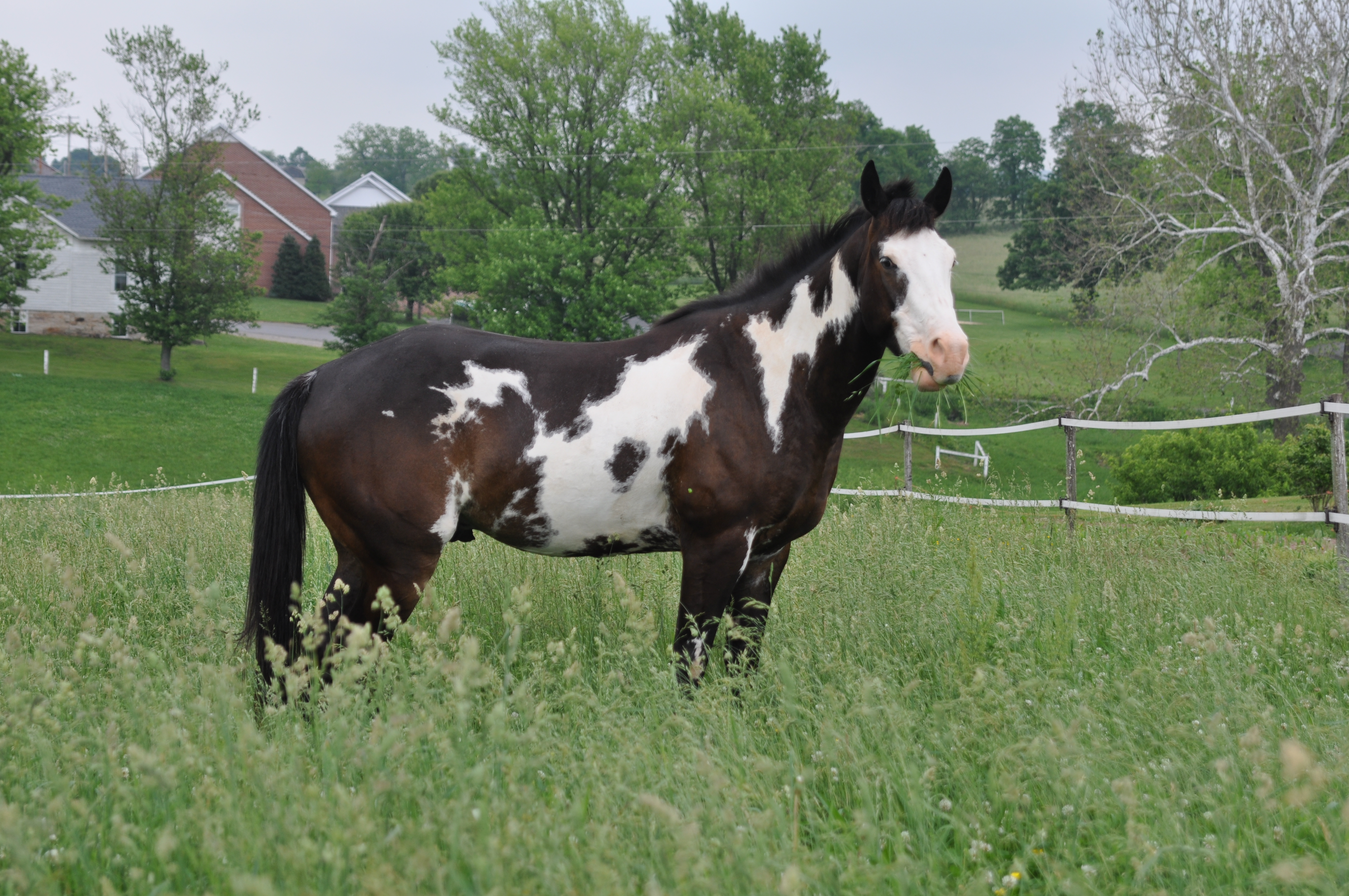
Гнідо-ряба масть обрамленого типу
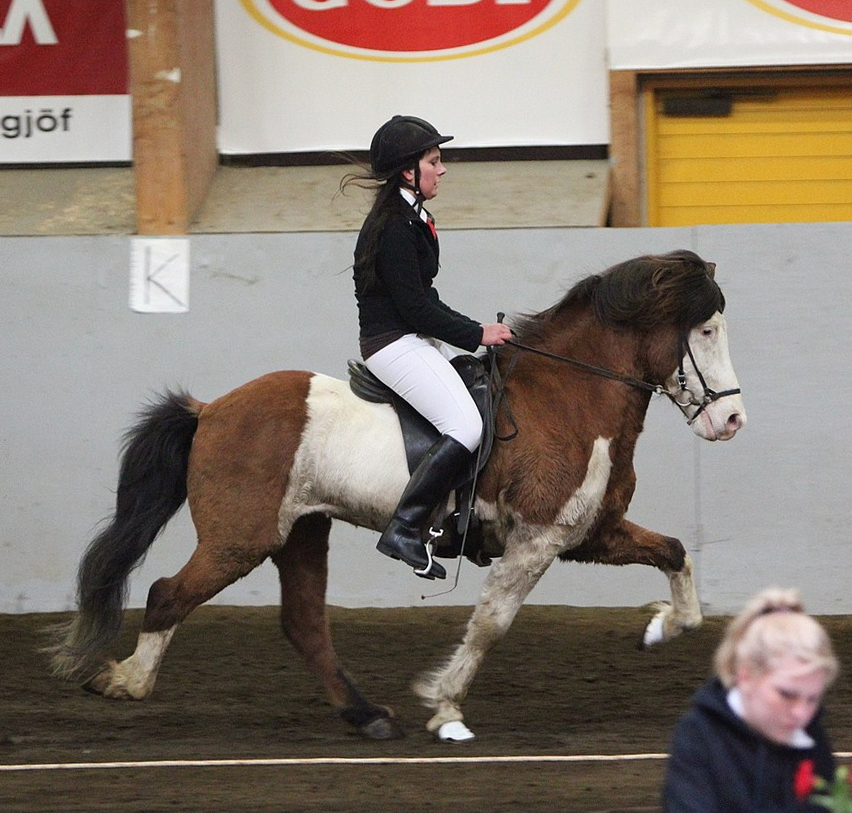
Гнідо-саврасо-ряба масть ляпкового типу
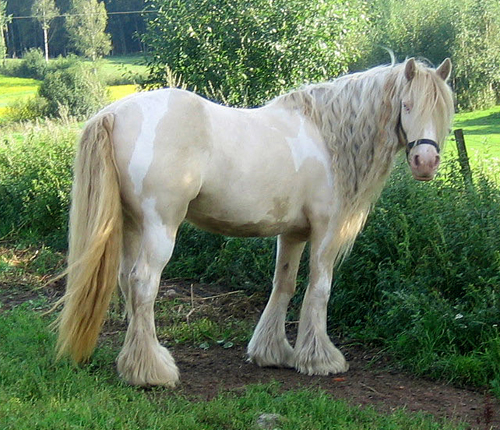
Ізабелово-ряба масть барвистого типу
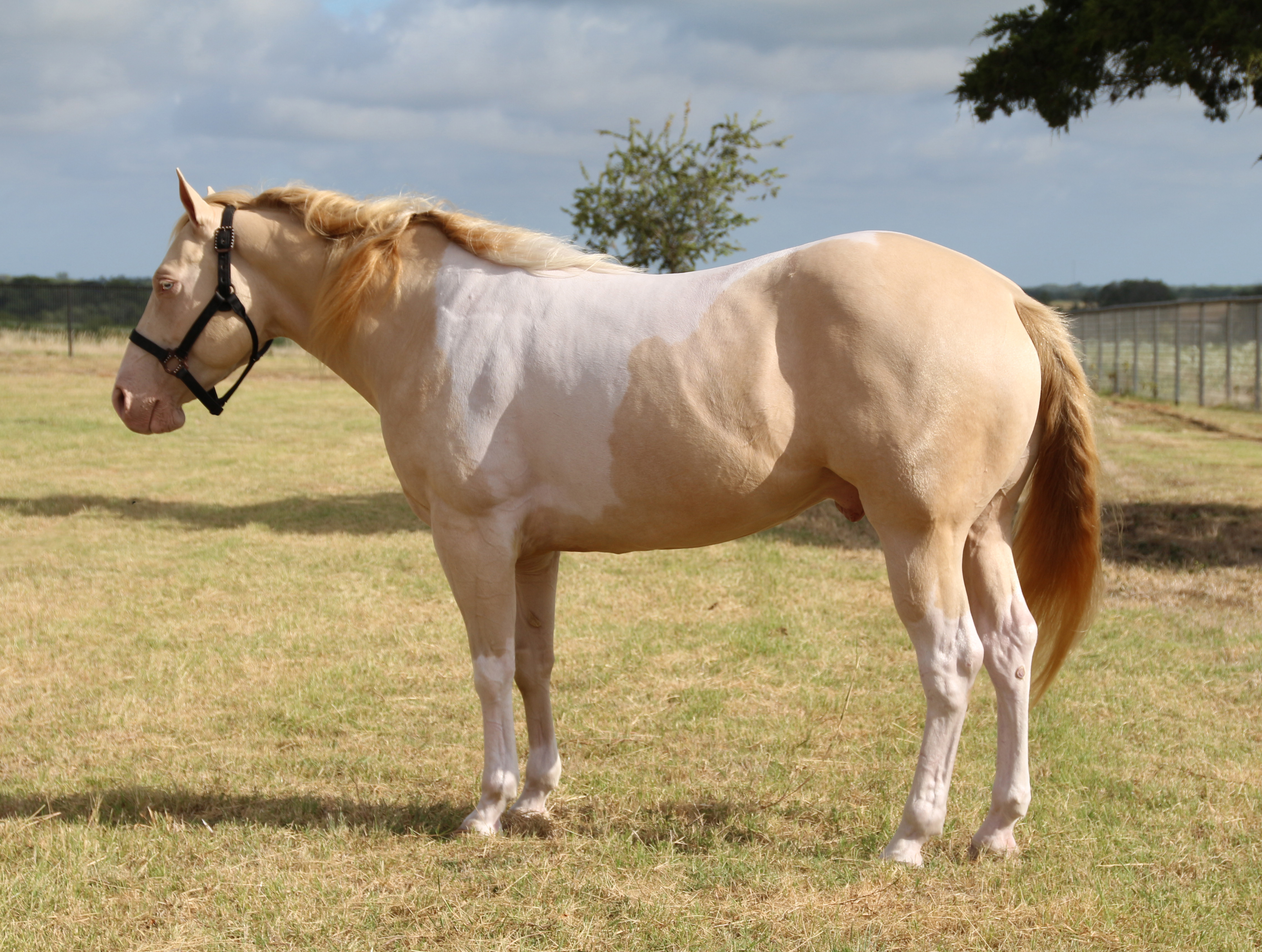
Ізабелово-саврасо-ряба масть барвистого типу
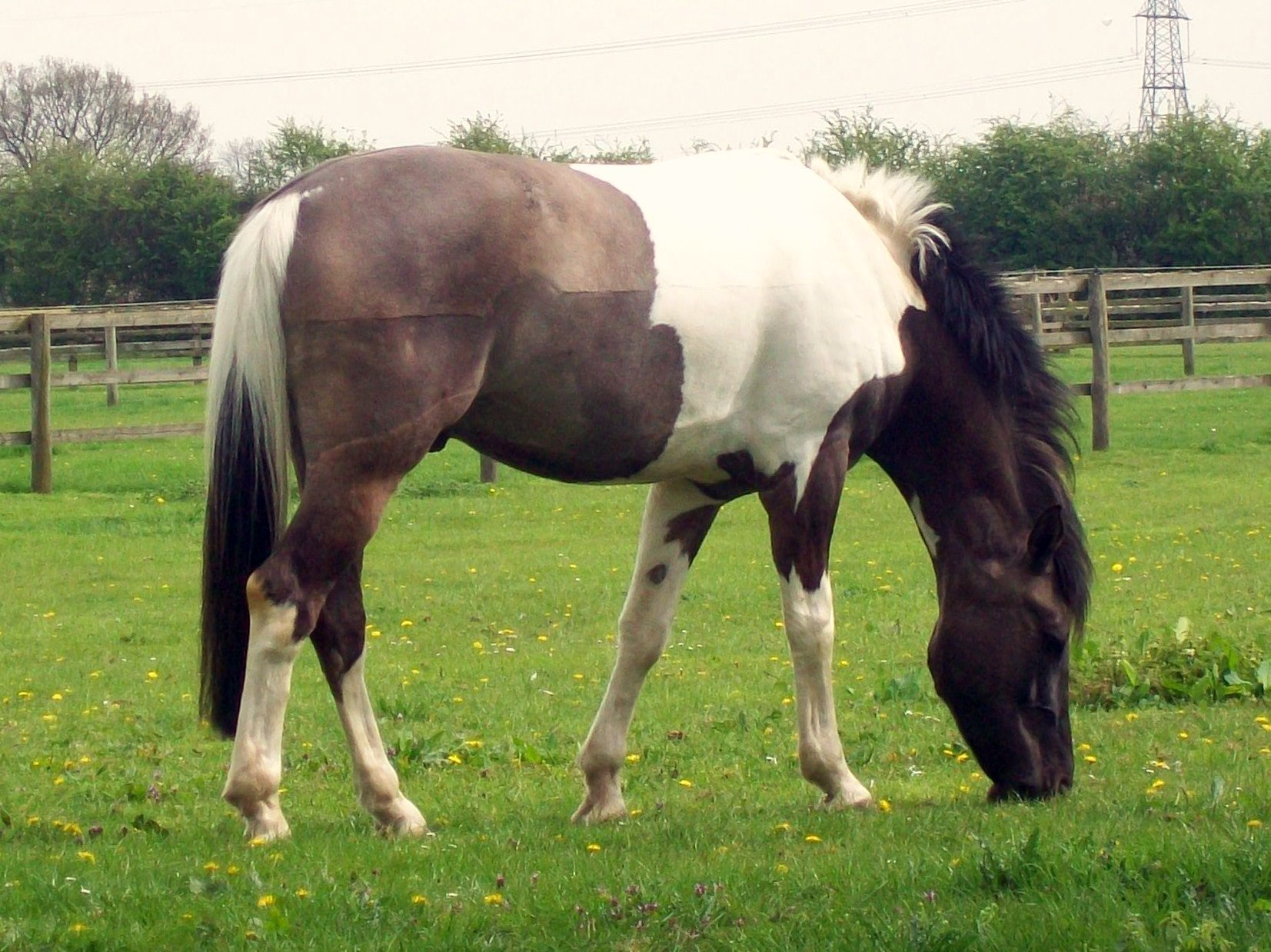
Мишасто-ряба масть барвистого типу
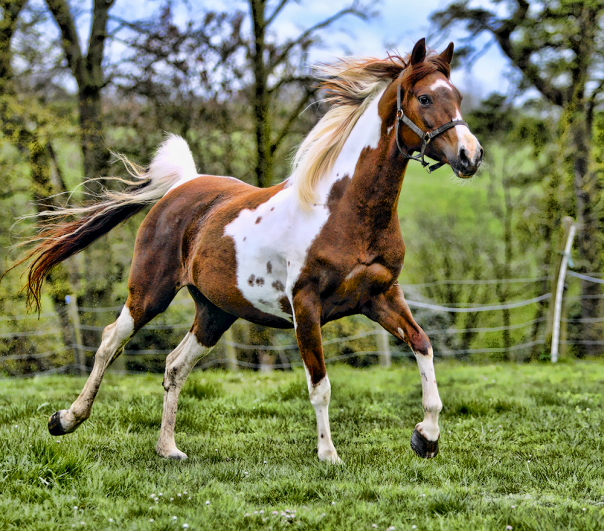
Рудо-ряба масть барвистого типу
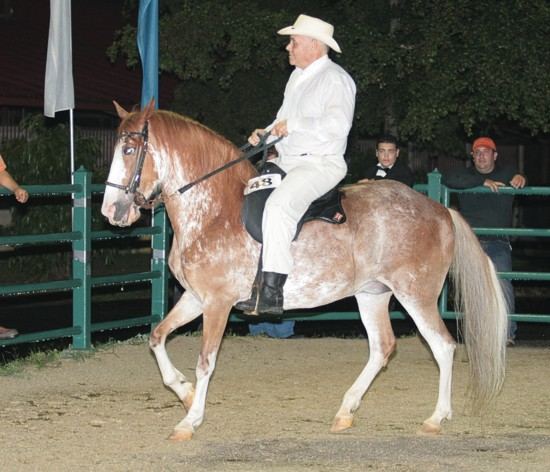
Рудо-ряба масть білоплямистого типу
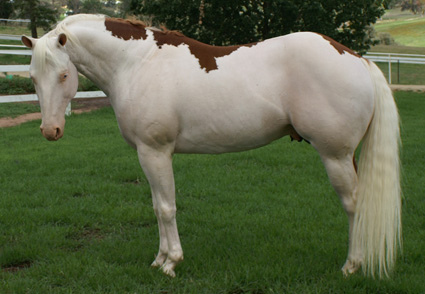
Рудо-ряба масть ляпкового типу
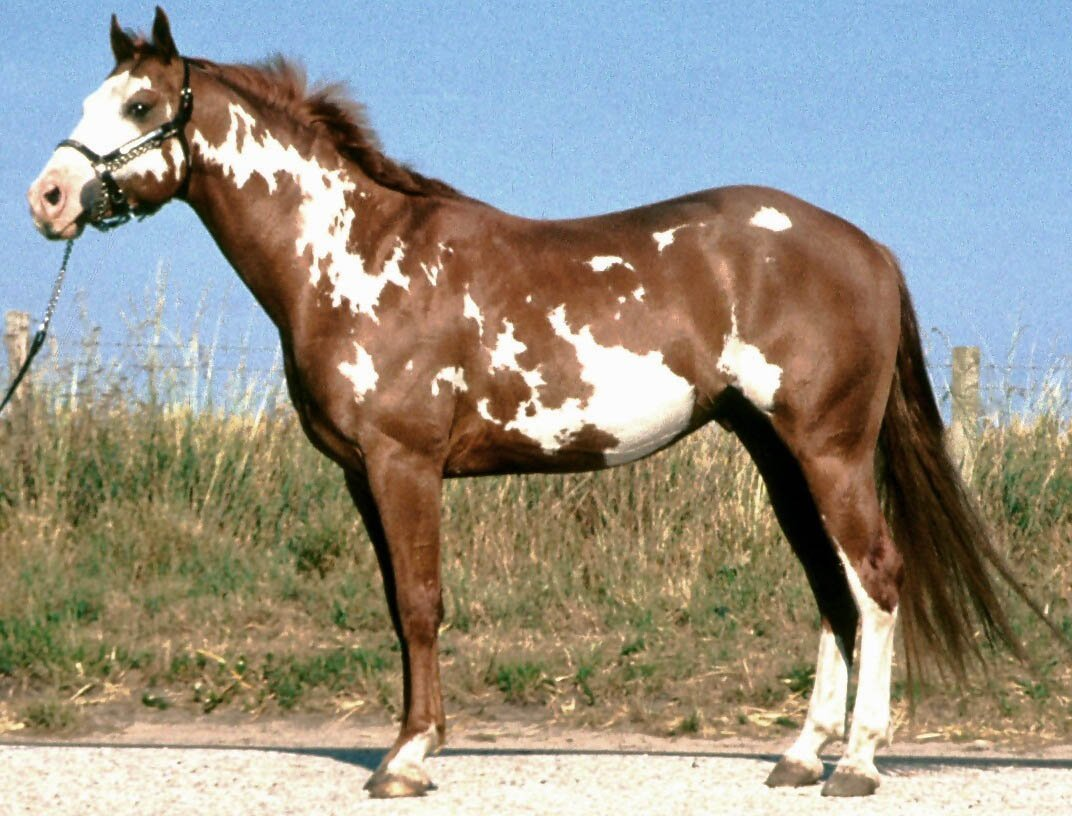
Рудо-ряба масть обрамленого типу
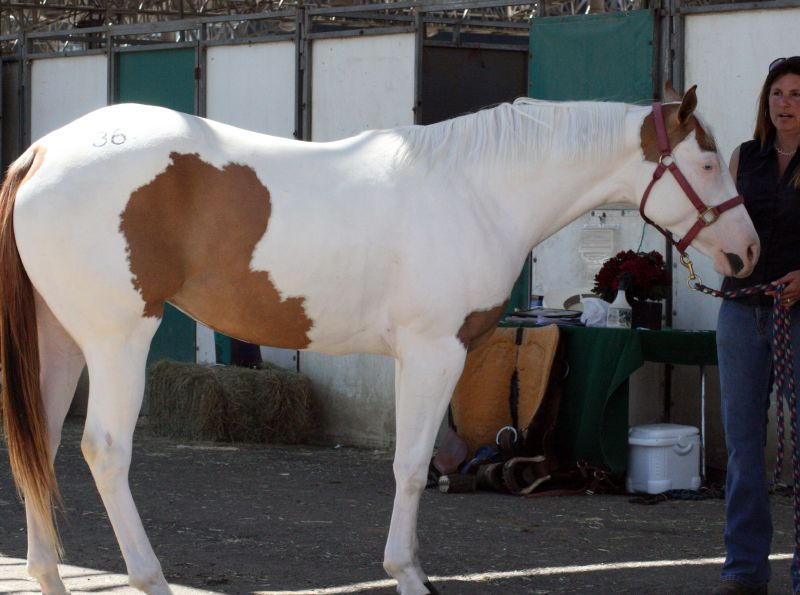
Рудо-ряба масть змішаного типу
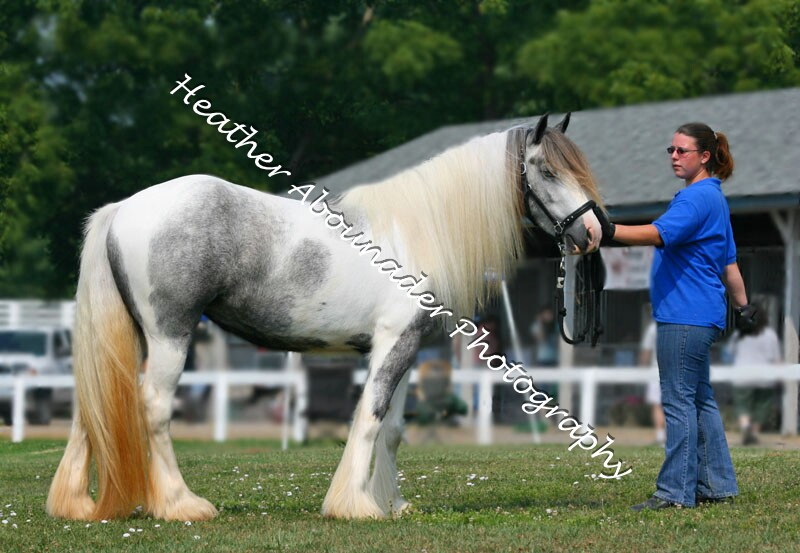
Сіро-ряба масть барвистого типу
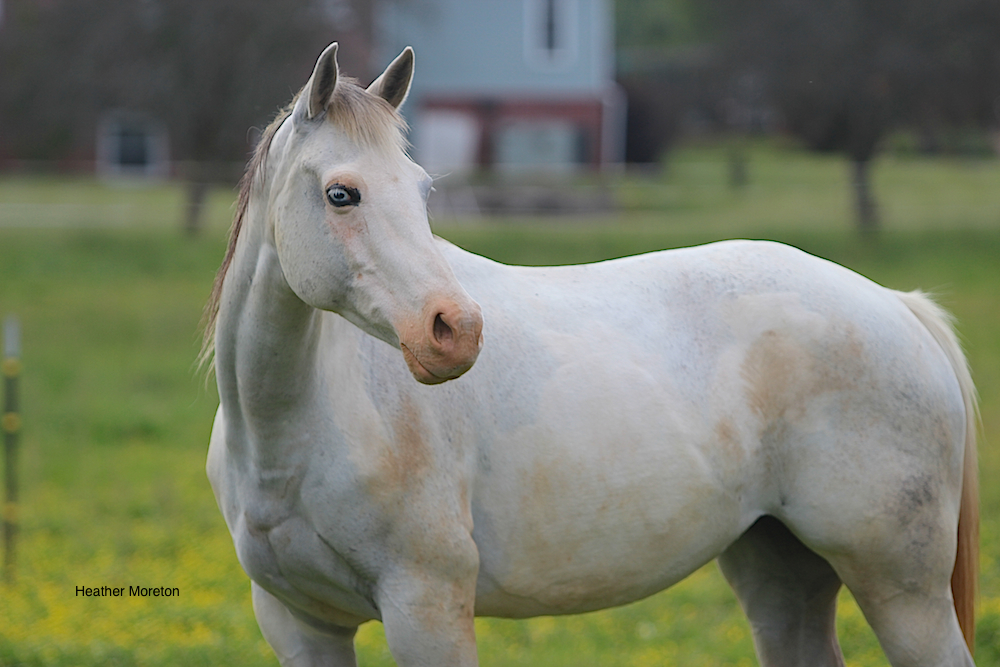
Сіро-ряба масть змішаного типу
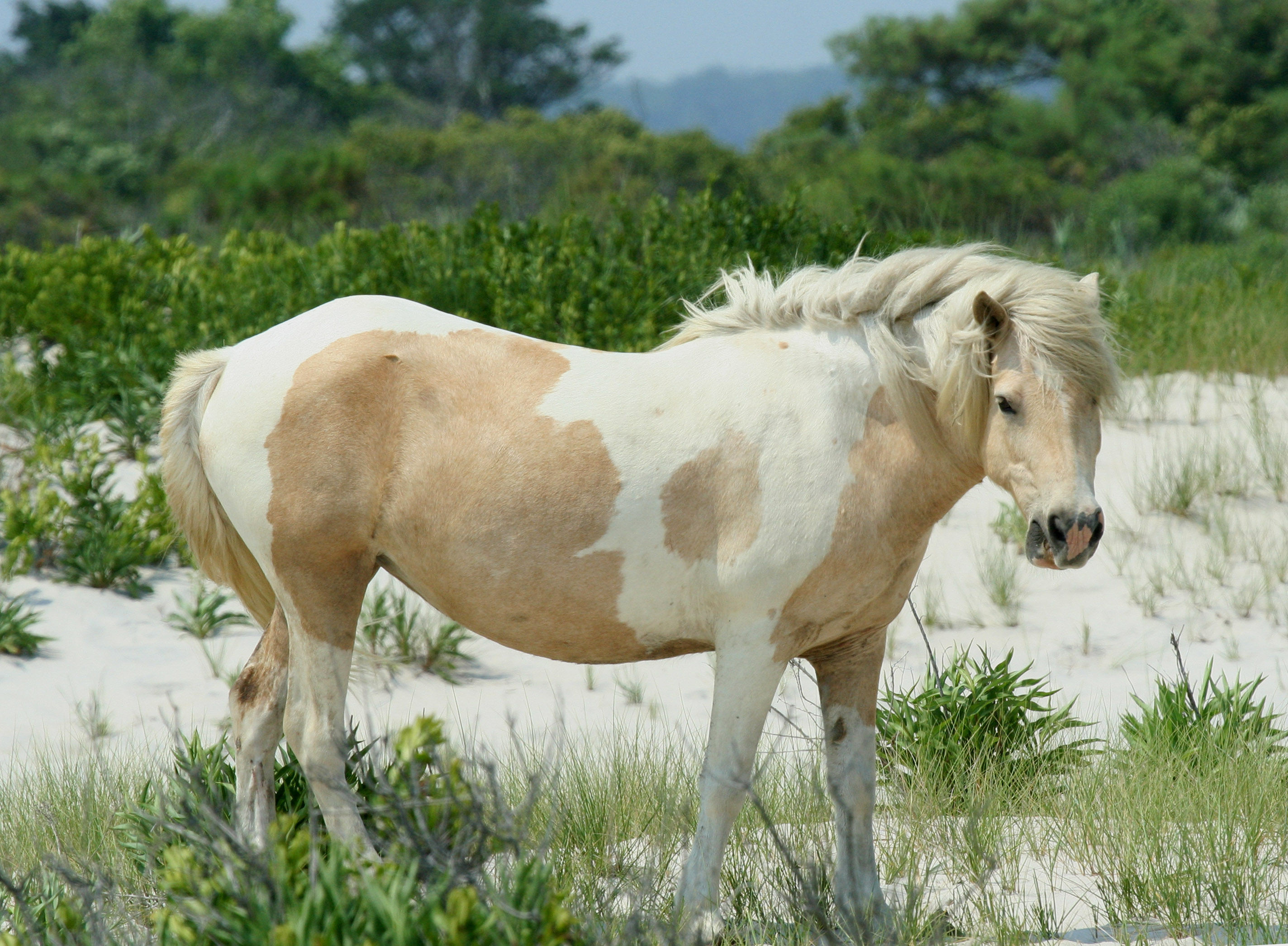
Солово-ряба масть барвистого типу
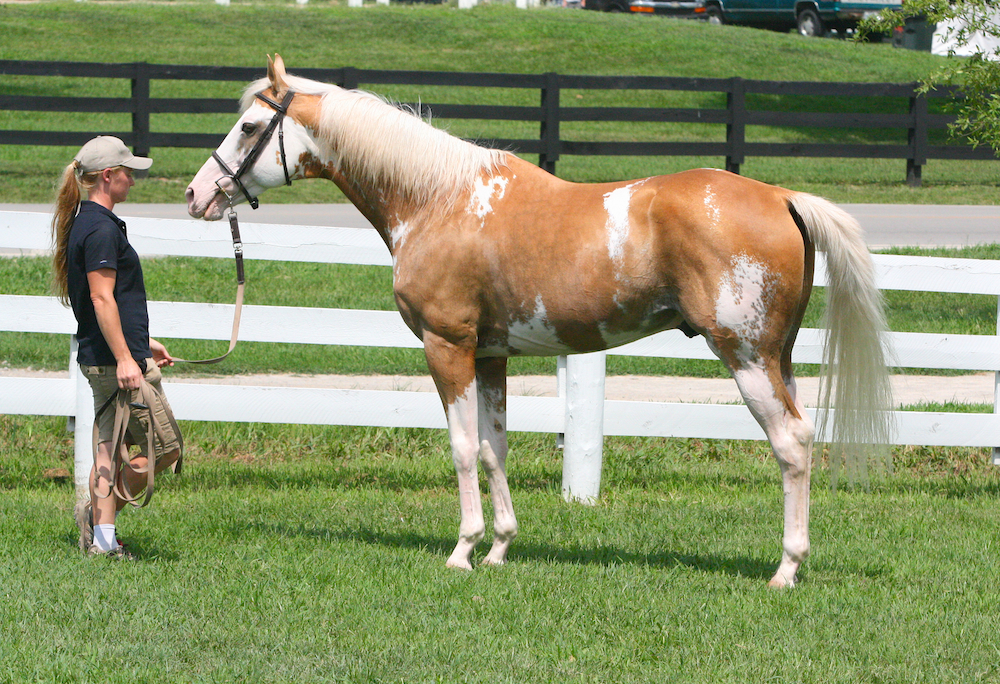
Солово-ряба масть білоплямистого типу
Солово-ряба масть обрамленого типу

### Типи рябої масті
Візерунок, форма та положення білих плям мають свій типовий опис, умовно поділений на окремі генетично детерміновані типи рябої масті: барвистий, білоплямистий, ляпковий, обрамлений, змішаний, іноді також виділяють строкатий. Найвідомішим типом рябої масті вважають барвистий, адже саме він зазвичай проявляється в великих плямах на тулубі, хоча не менш розповсюдженим є білоплямистий тип, котрий в багатьох породах коней або ігнорується, або помилково вказується як прояв зовсім інших генетично мастей. Щоб відрізнити один тип рябої масті від іншого спеціалісти звертаються до наукових статей, статистики та власного досвіду. Узагальнюючи наявну інформацію можна виділити окремі важливі пункти:
- Найменша площа білих відмітин голови зустрічається у коней рябої масті барвистого типу, це власне останнє місце на тілі коня, де з'являються депігментовані ділянки.
- Білоплямистий тип нерідко нагадує не рябу масть, а прояв чалої чи чубарої за рахунок маленьких білих плям різного розміру, що можуть скупчуватись і мати розмиті краї, власне саме звідси й назва білої плямистості.
- За найбільші відмітини голови з усіх наявних відповідає ляпковий тип, а сам кінь немовби обляпаний знизу, починаючи з ніг, носа, живота, кінчика хвоста.
- Обрамлений тип характеризується відсутністю білих відмітин на ногах, а самі плями неначе картина в рамці, що не переходять за певні межі, хоча за поєднання з іншими типами рябої масті обрамлений може цілком спантеличити своїм проявом.
- Змішаний тип поєднує в собі усі інші характеристики плям, коли неможливо виокремити місцезнаходження та форму відмітин на тілі коня.

Схематичні приклади.
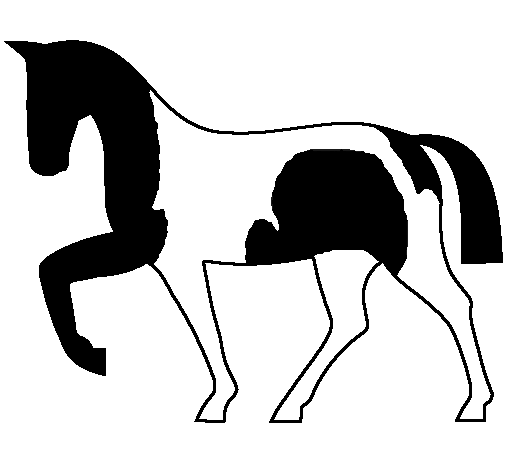
Барвистий тип рябої масті
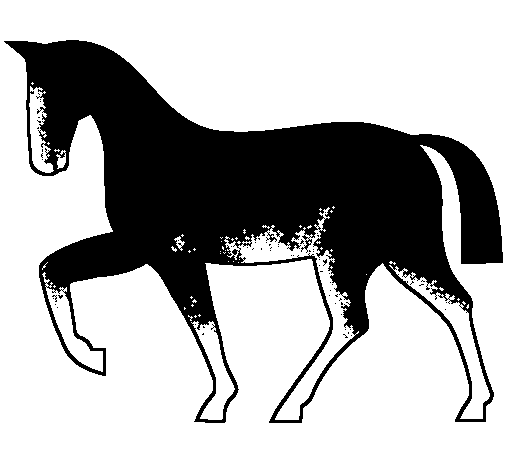
Білоплямистий тип рябої масті
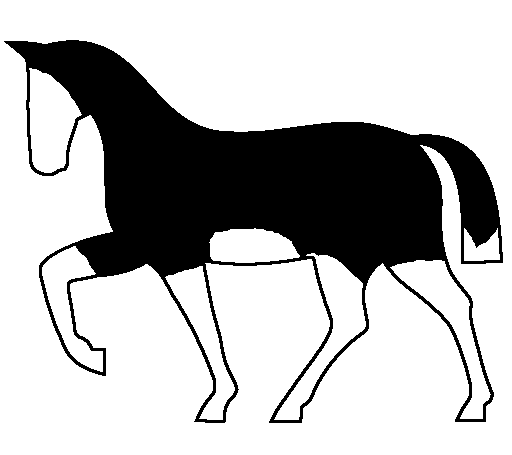
Ляпковий тип рябої масті
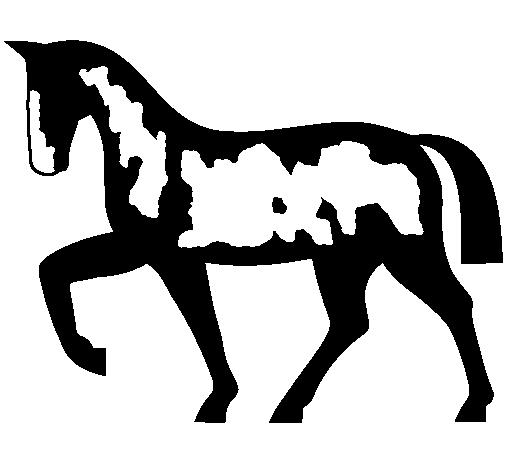
Обрамлений тип рябої масті
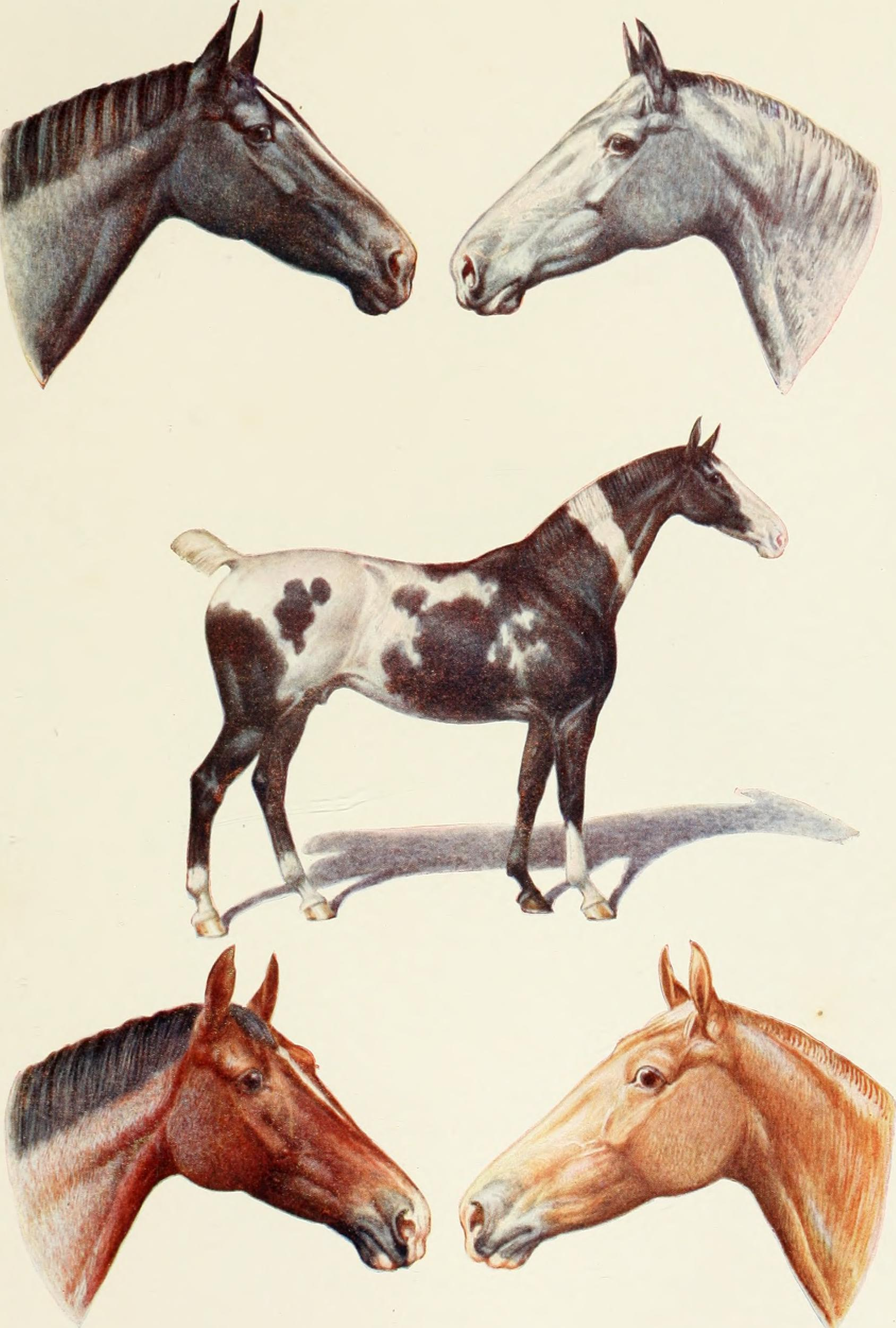
Змішаний тип рябої масті

## Поширення
Через тривалу негативну упередженість стосовно походження коней рябої масті є майже неможливим відстежити їх породну приналежність. Ряба масть то піддається елімінації, то знов розповсюджується через попит та моду на незвичайний зовнішній вигляд відносно коней без плям. Повсякчасні проблеми з описом, ідентифікацією та реєстрацією рябих коней призвели до хибного уявлення про цю масть як в чистокровних, так і в чистопородних коней. З генетичної точки зору ряба масть може з'явитись в будь-якій породі коней, де наявні білі відмітини, адже останні вважають мінімальним проявом рябої масті. Через велику кількість питань, що підіймаються під час реєстрації породних рябих представників, небайдужими конелюбителями були створені асоціації та окремі книги як визнаних породних рябих представників, так і безпородних коней — породні групи коней та їх окремі реєстри.

Рябі коні в історії.
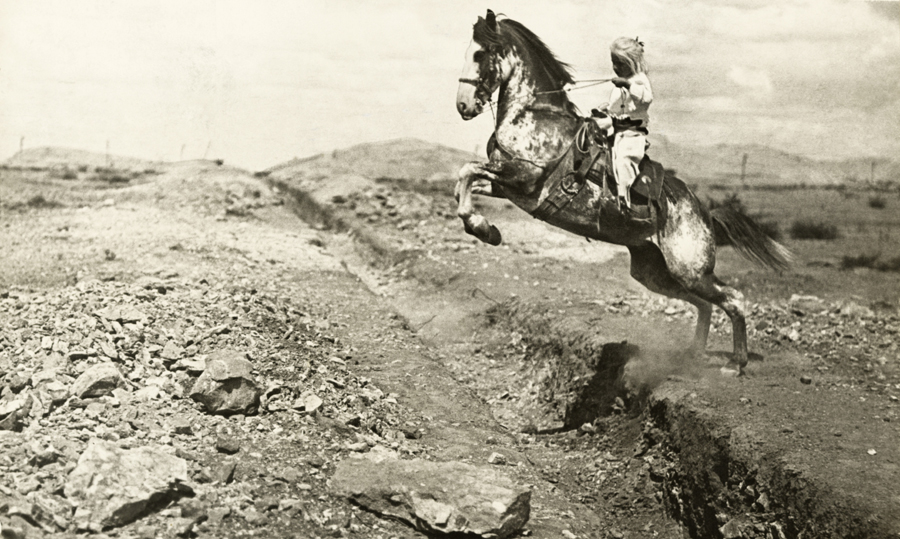
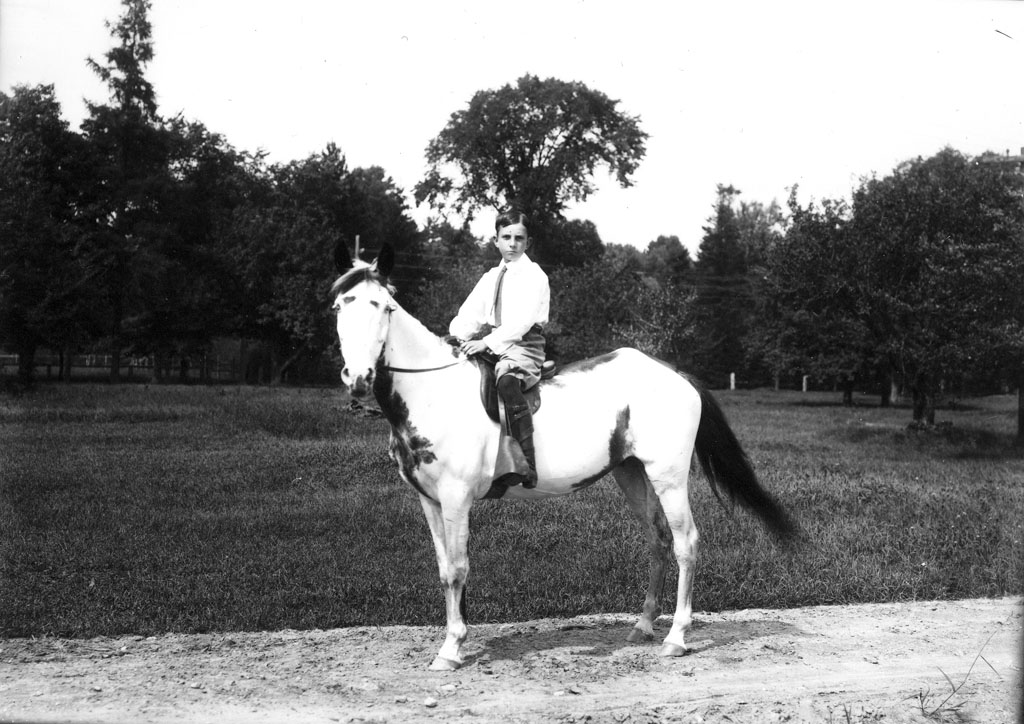
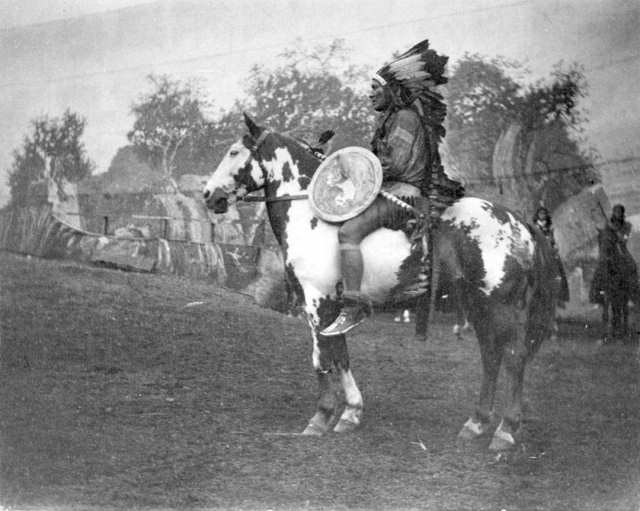
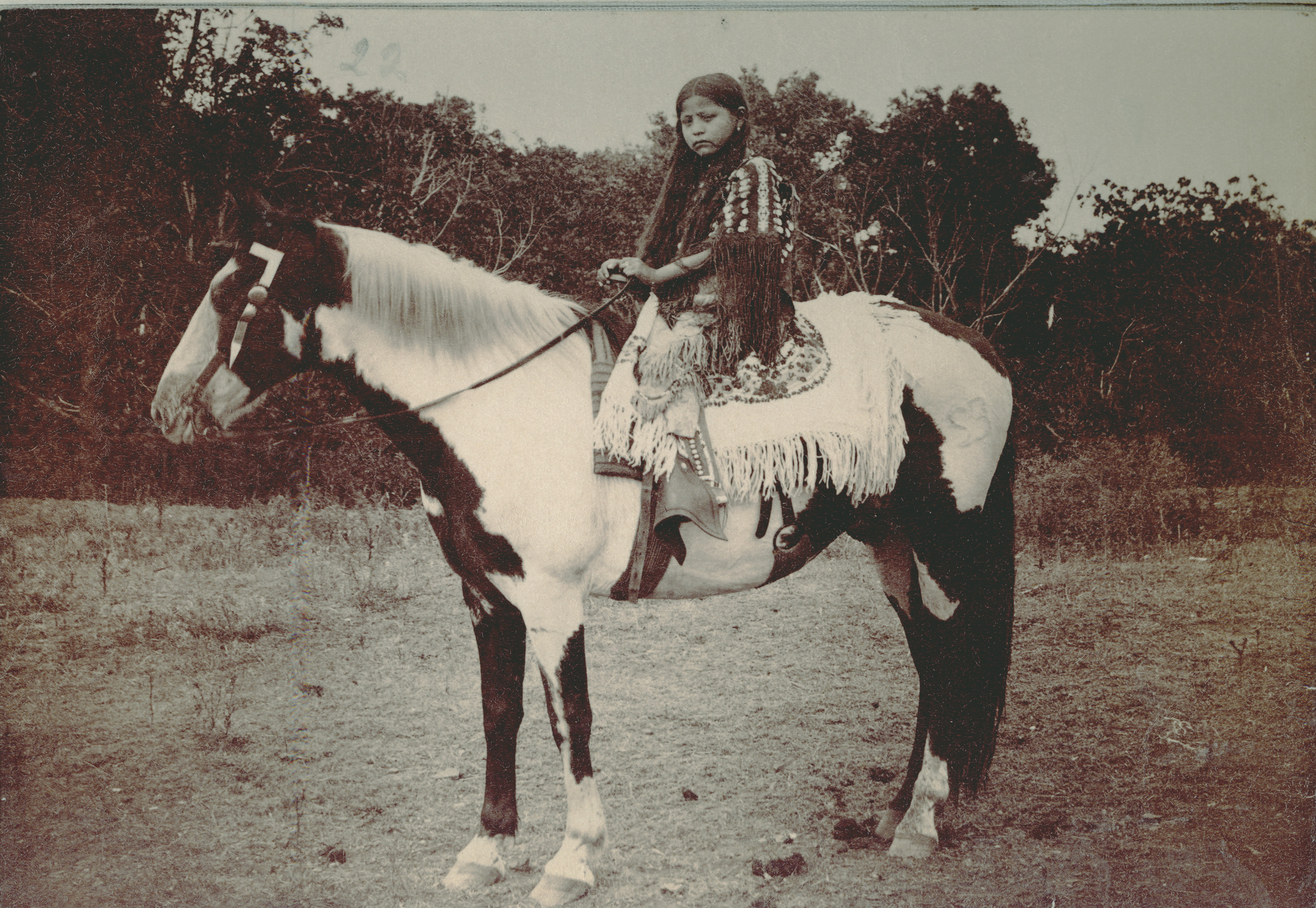
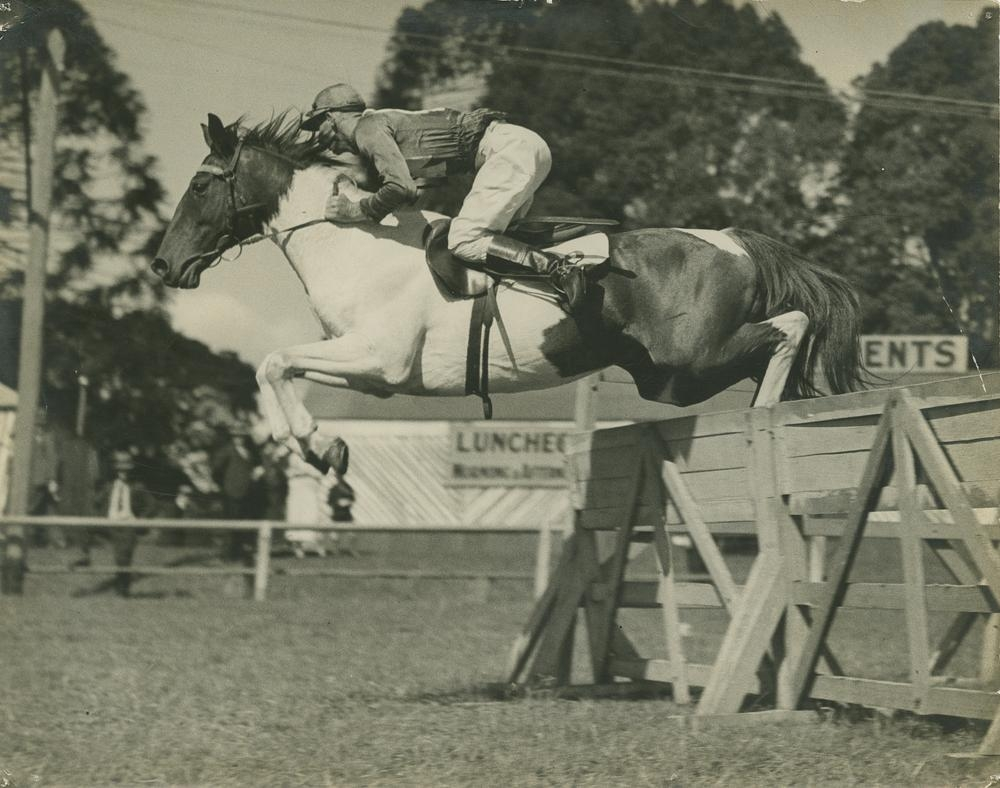
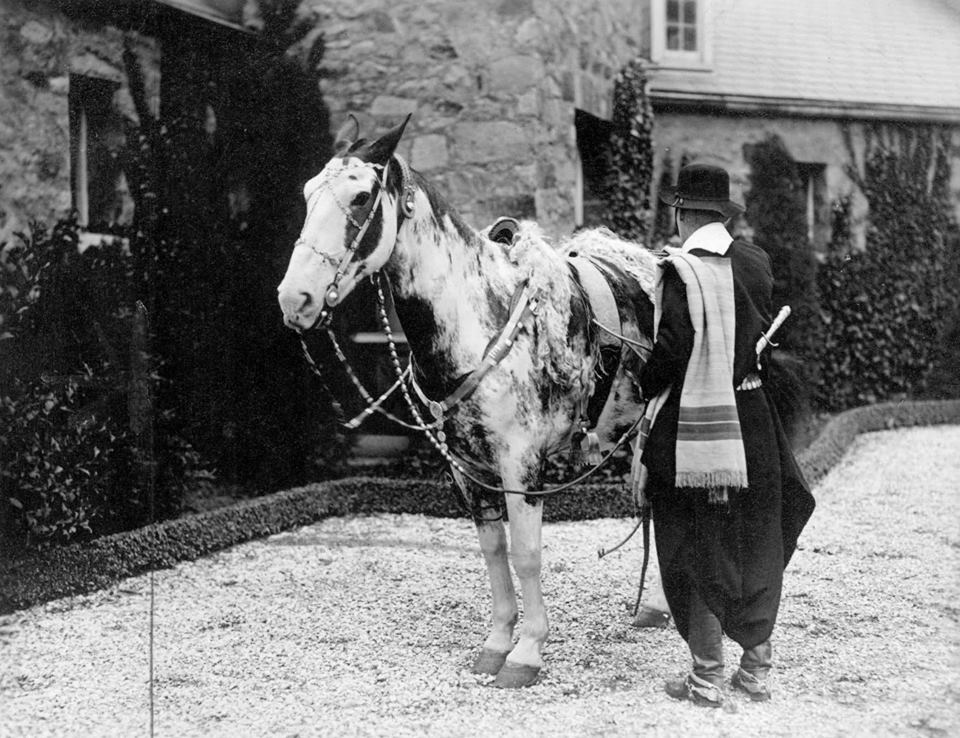
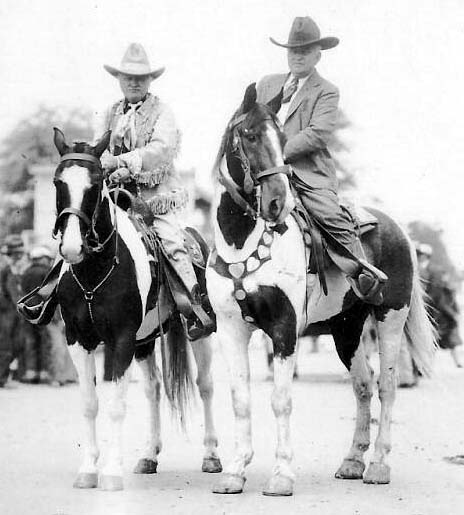
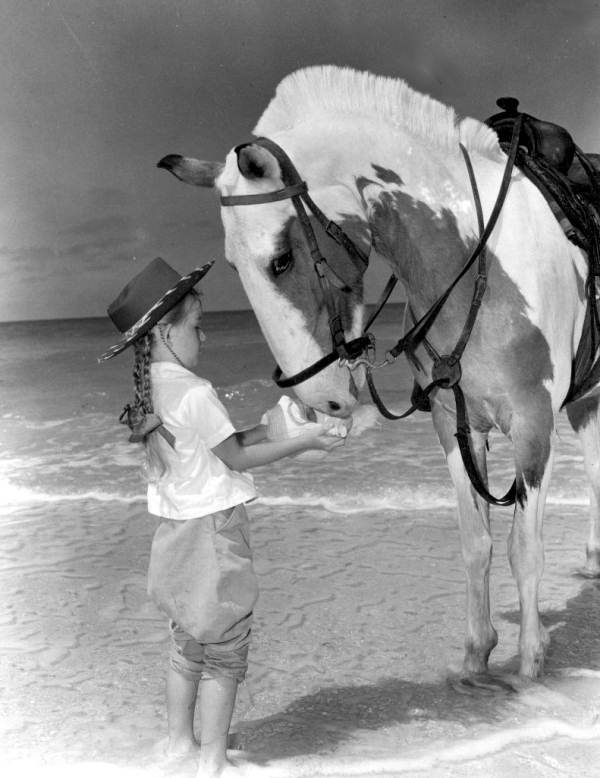
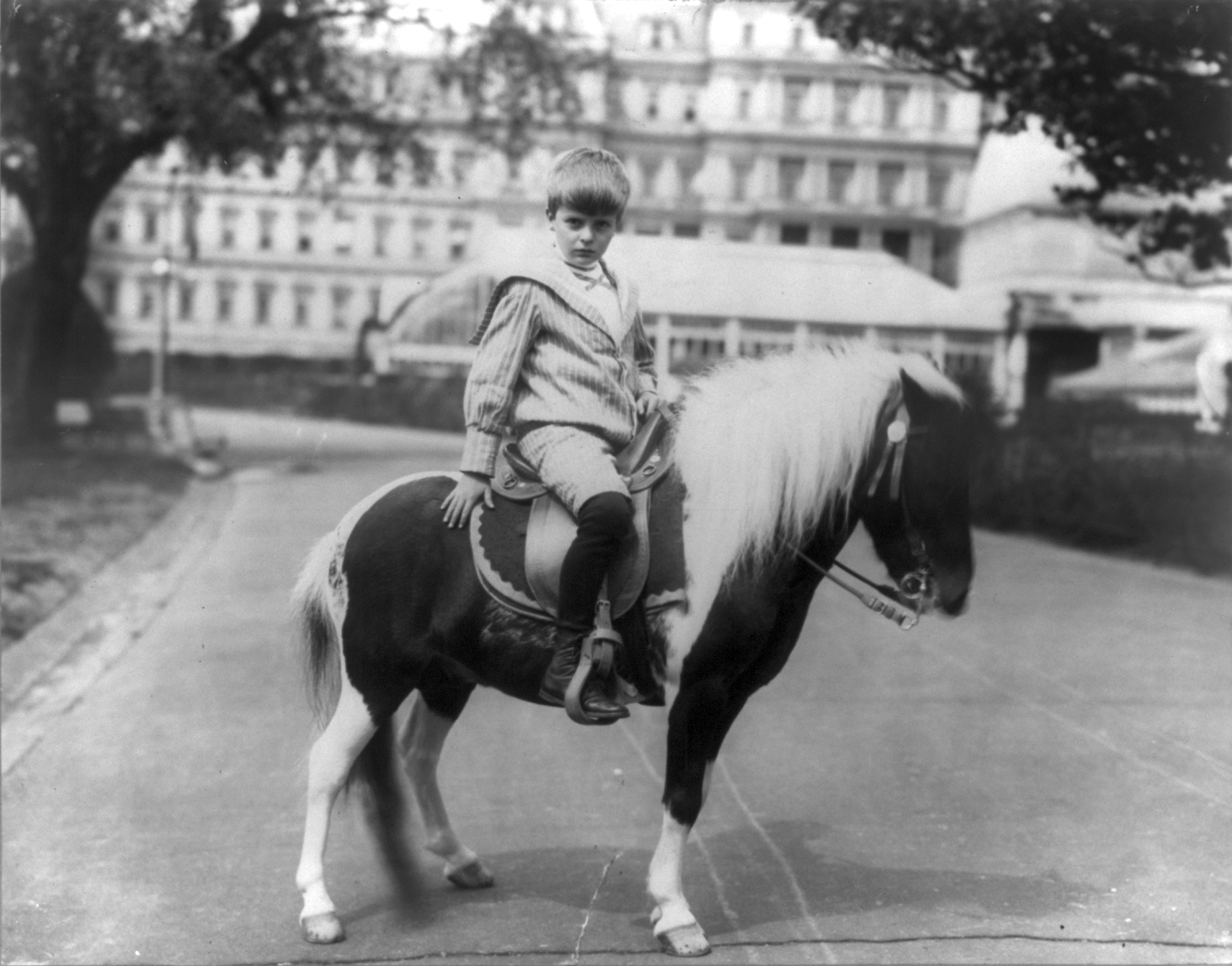
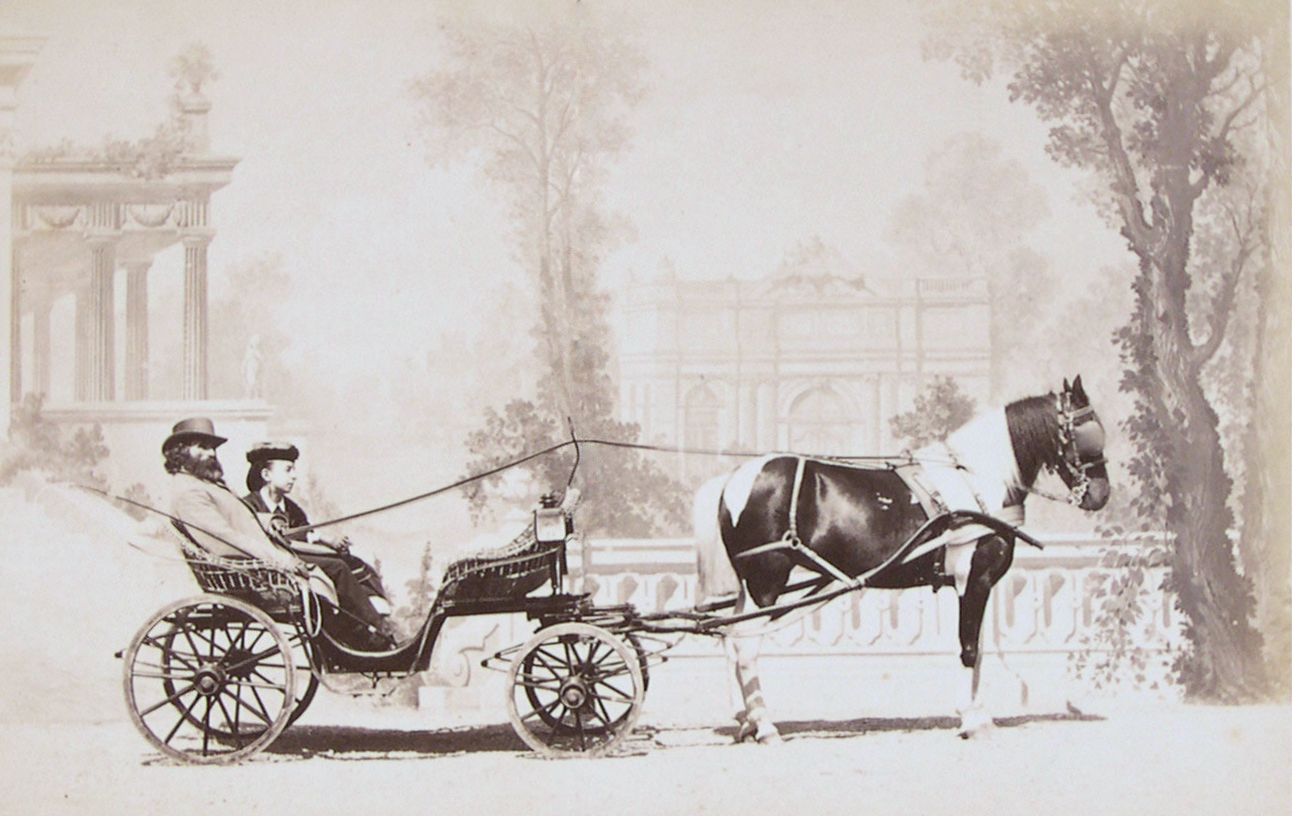

## Генетика
Усі типи плямистих областей рябої масті мають генетичне підпорядкування, але ступінь вираженості білого на тілі не має таких чітких визначень: коні з генотипом, що відповідає кожному типу депігментації можуть мати як рябу масть, так і невеликі відмітини, так і максимальний прояв — білу масть, що пояснюється впливом багатьох інших факторів на формування візуального прояву. Узагальнивши правила реєстрації багатьох порід коней можна дійти висновку про обов'язкову наявність помітних білих плям певного розміру на тулубі для його реєстрації як коня рябої масті. Генотип та фенотип рябих коней тісно пов'язаний:
- За барвистий тип білих плям відповідають домінантні алелі Tobiano (To) гену Tobiano з локусом KIT.
- За білоплямистий тип білих плям відповідають домінантні алелі Sabino1 (Sb), White (W1-27) гену White з локусом KIT.
- За ляпковий тип білих плям відповідають домінантні алелі SplashedWhite (SW1-6) гену Splashed White з локусом MITF (PAX3).
- За обрамлений тип білих плям відповідають домінантні алелі Overo (O) гену Frame Overo з локусом EDNRB. Летальний в гомозиготному стані, LWO, LWFS (Lethal White Overo, Lethal White Foal Syndrome — синдром летальності білих лошат оверо). Гетерозиготні представники не виявляють жодних ознак захворювань.

## Символізм
З визначення тлумачних словників, «рябий» — це вкритий плямами іншого кольору, що виділяються на основному фоні. Попри поширену думку, рябими бувають не лише корови, але і коні («сон рябої кобили»), і птахи («ти, голубе сивесенький, ти на крильця рябесенький»), і типи тканин з різнокольоровими візерунками та узорами, і навіть люди («а я ряба родилася, чорнявому судилася»). Корінь цього слова можна зустріти в назвах видів рослин і тварин, це рябчик з родини Лілійних і орябок з родини Фазанових, у власних назвах і іменах. Це українська назва, якій є безліч англомовних аналогів і синонімів: плямистий, строкатий, пістрявий, красий, зозулястий, різнобарвний, веснянкуватий, ластатий, покраплений і багато інших.
«Устина Гординська з дочкою своїм рябим конем повезли на поле гній» (С. Чорнобривець).
«Чи ти, чоловіче, сон рябої кобили розказуєш, чи дороги питаєш?» (М. Коцюбинський).
«На рябому коні прилетіла весна…» (М. Вінграновський).
«У дерев'яному цебрі сплять коні білі і рябі: біленькі — білі, а рябі — із ледве зримим фіолетом» (І. Малкович).
«Осінь на рябому коні їздить» (М. Примаченко).
«Осінній день коня рябого до гілки вечора прип'яв» (К. Москалець).

Коні рябої масті у живописі.
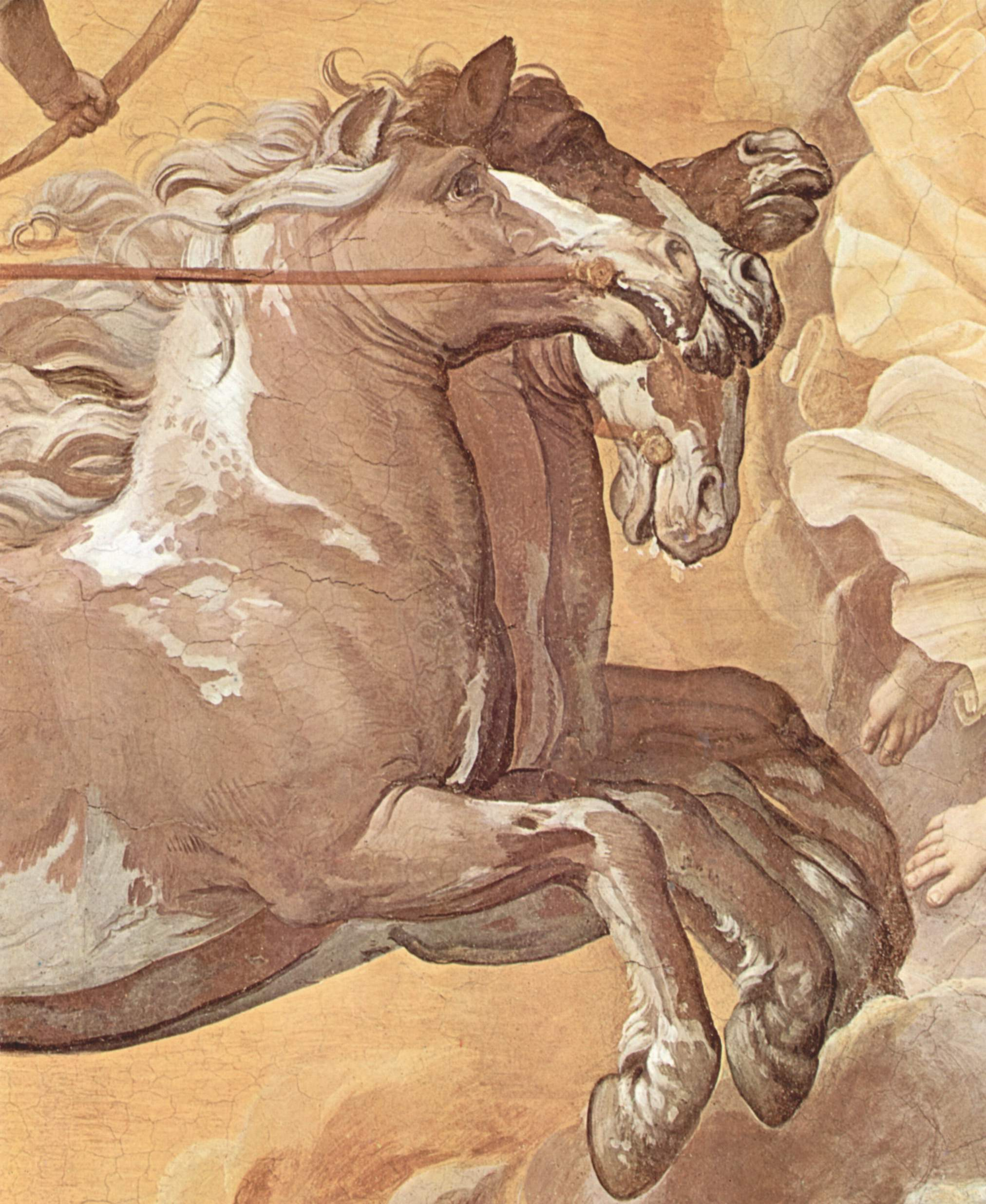
Аполлон слідує за Авророю на своїй колісниці, детально, 1614, Гвідо Рені.
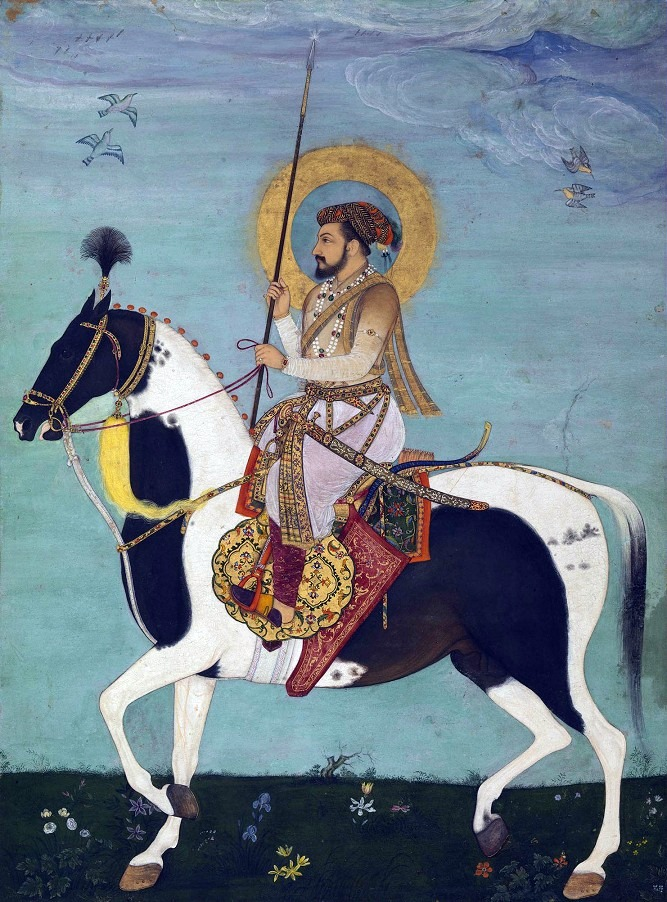
Шах Джахан на коні, 1628, індійський художник Паяг.
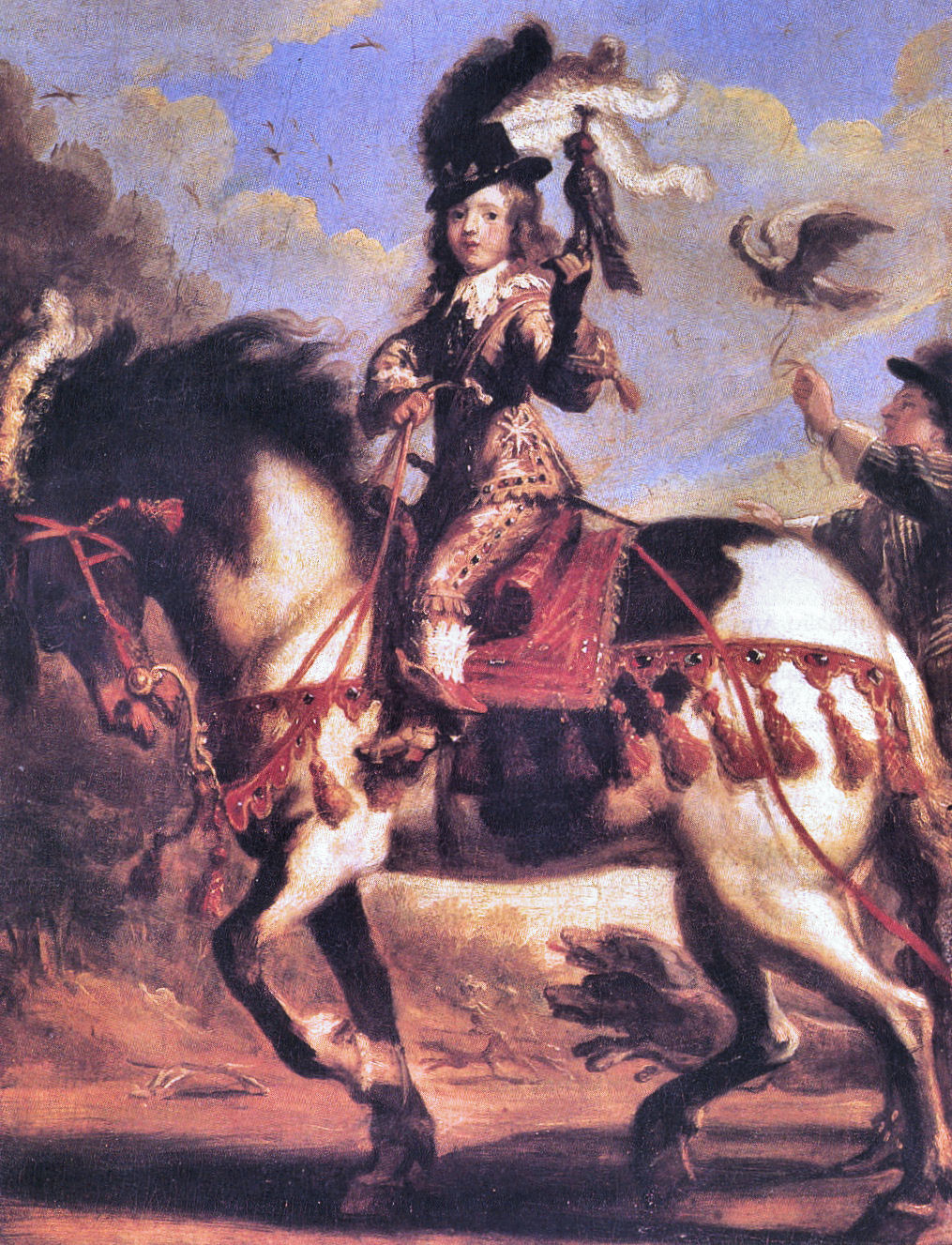
Людовик XIV, король Франції, 1647, французький художник Жан де Сент-Іньї.
Кінь на дибах, 1600-1674, невідомий художник.
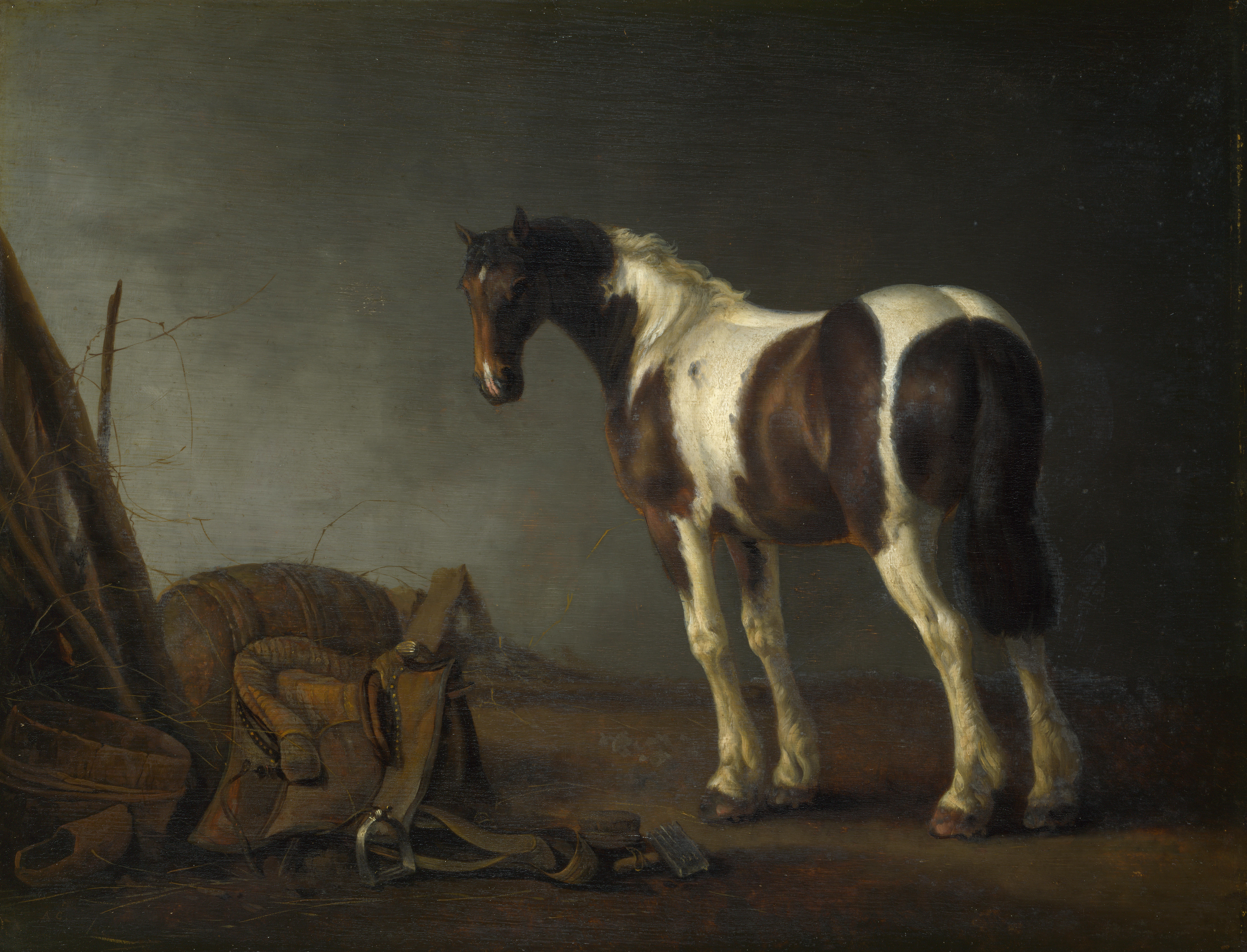
Гнідо-рябий кінь поруч з сідлом, 1680, голландський живописець Авраам ван Калрает.
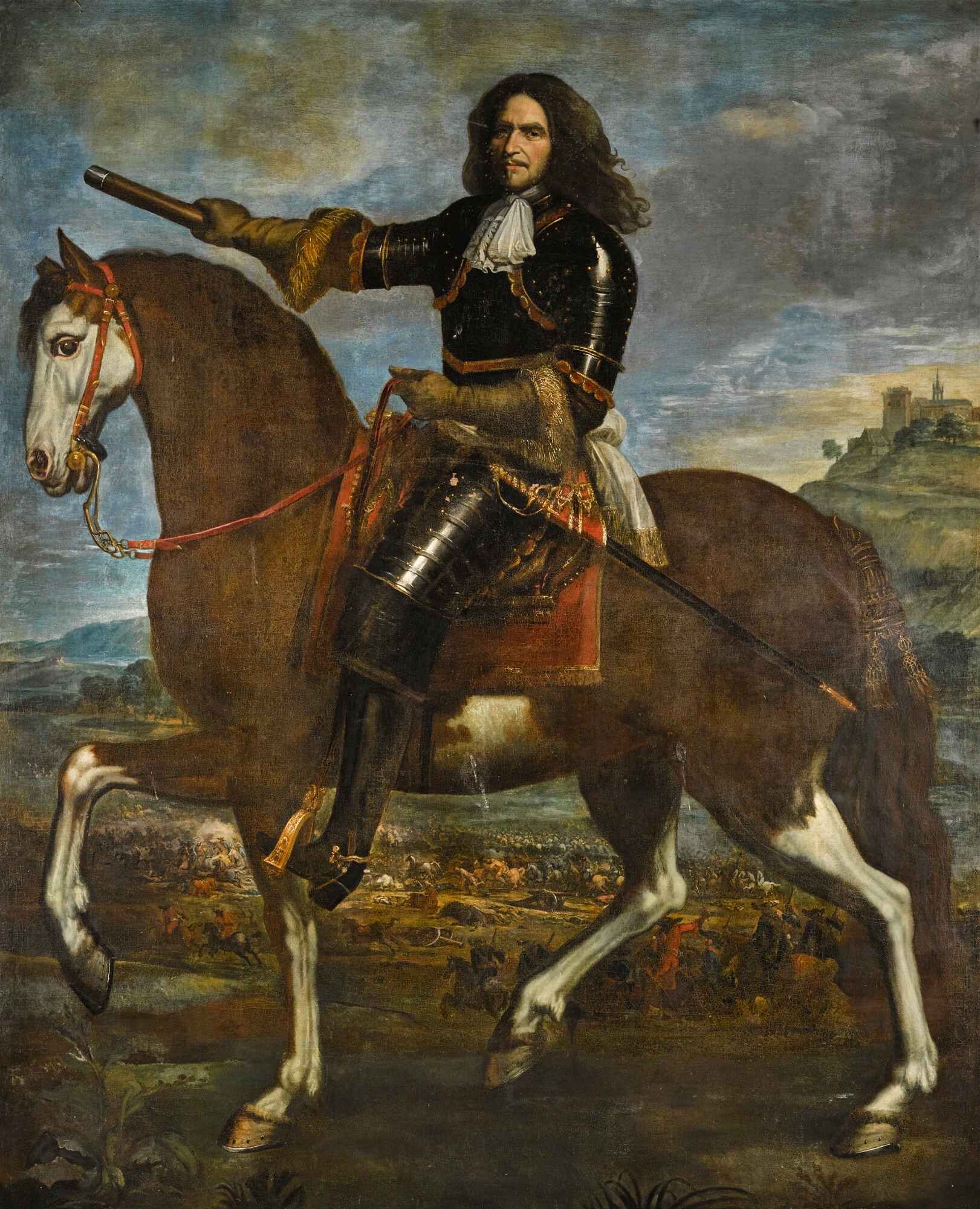
Кінний портрет Анрі де Тюренн, 17 ст., фламандський живописець Адам Франс ван дер Мелен.
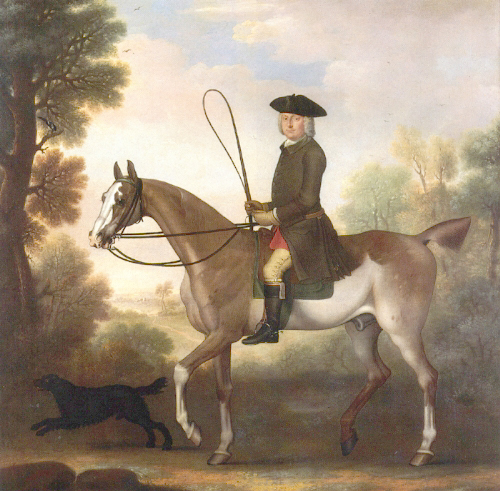
Томас Гейдж, 1-й виконт Гейдж і його кінь, 1743, англійський живописець Джеймс Сеймур.
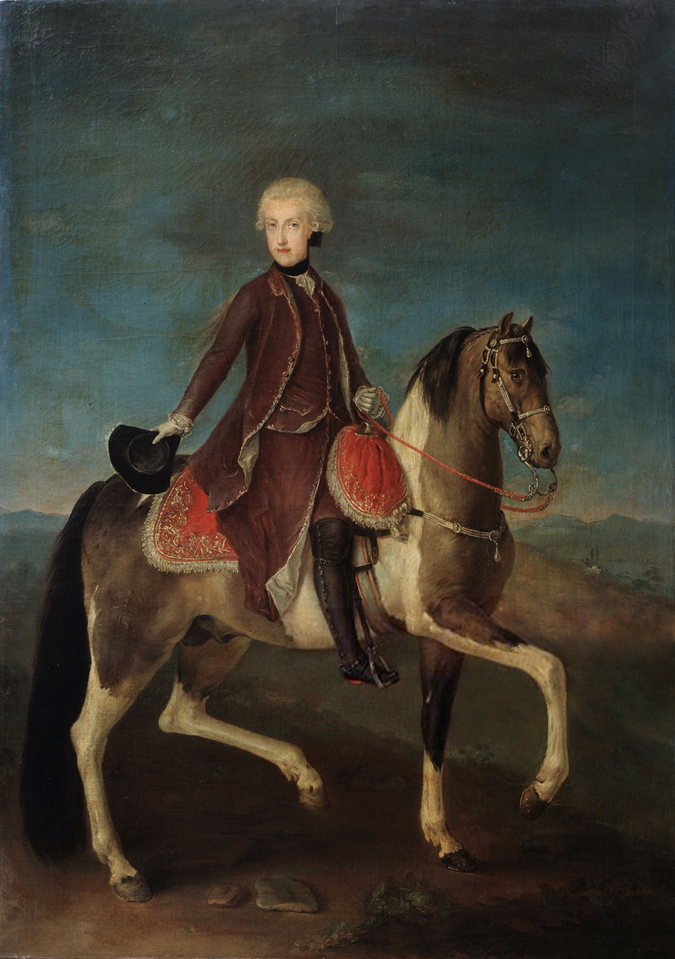
Кінний портрет Марії Терези, 18 ст., невідомий художник.
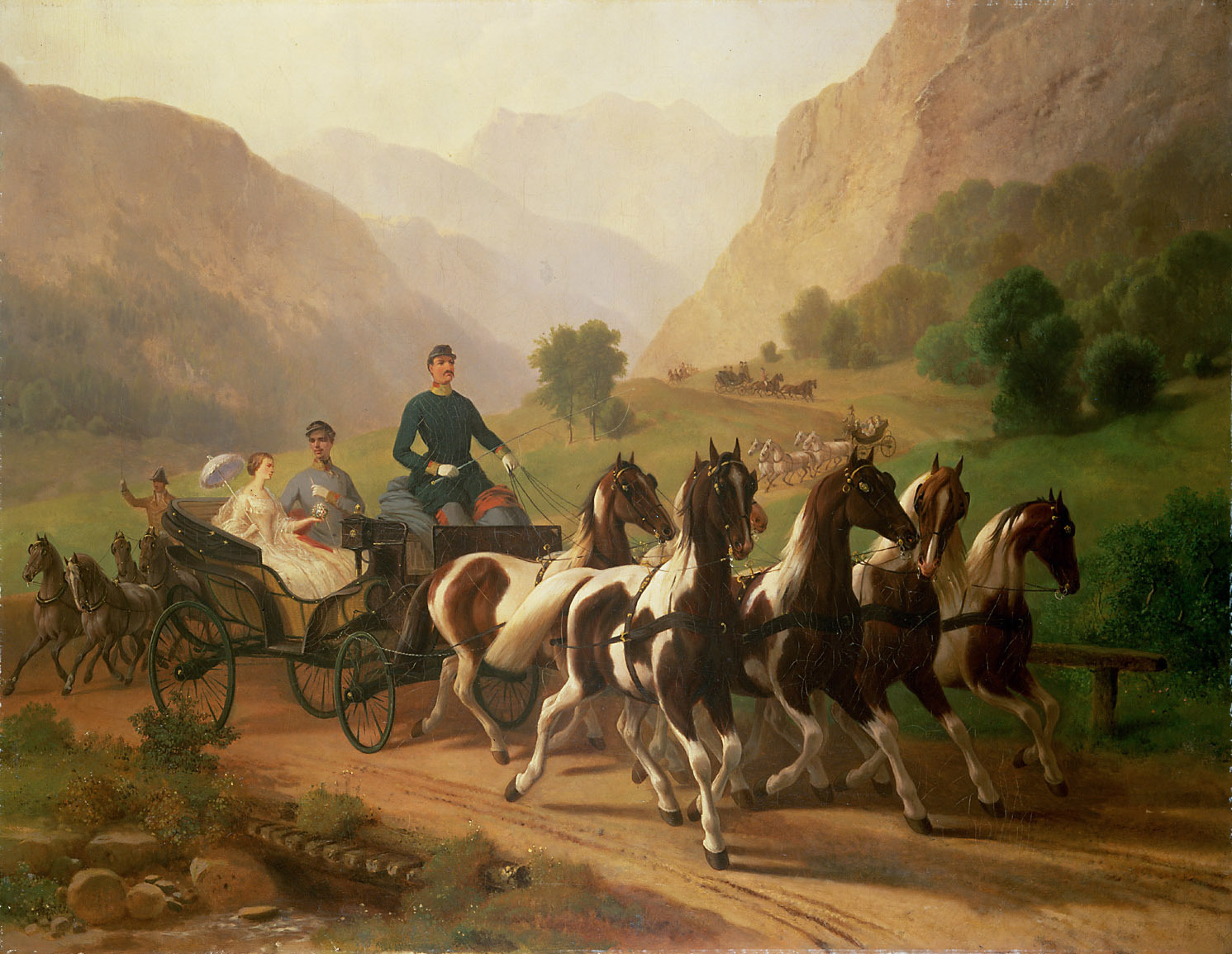
Франц Йосиф I та його наречена у поїздці в околицях Ішля, 1854, німецький художник Йоганн Ердманн Готліб Престель.
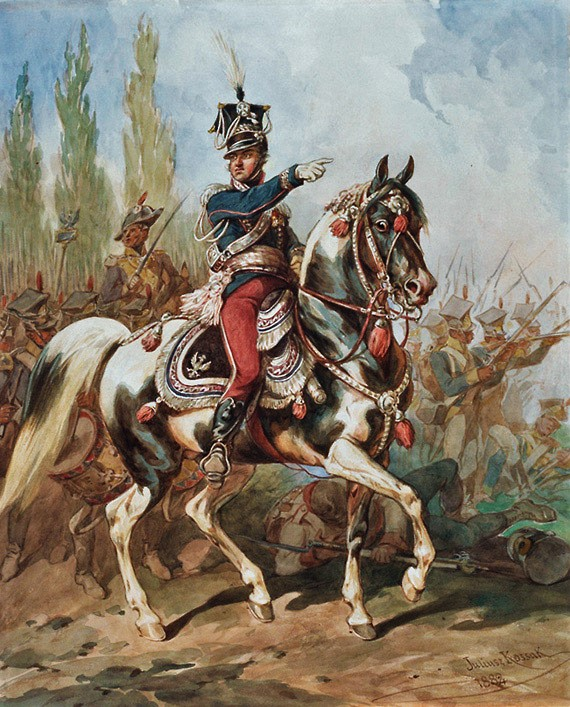
Кінний портрет Яна Домбровського, 1882, польський художник Юліуш Коссак.
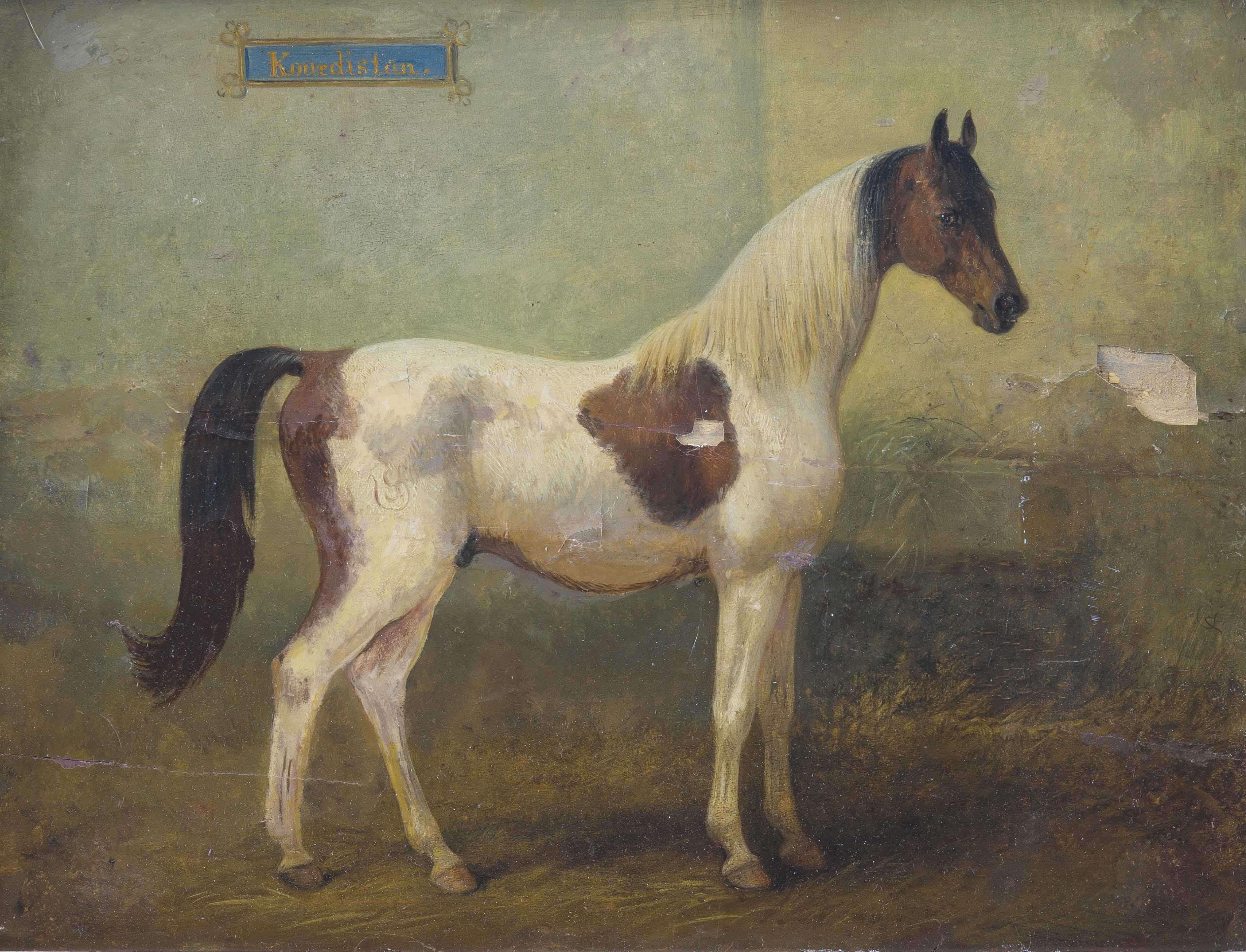
Молодий рябий жеребець у стайні, 1893, німецький художник Алоїс Бах.
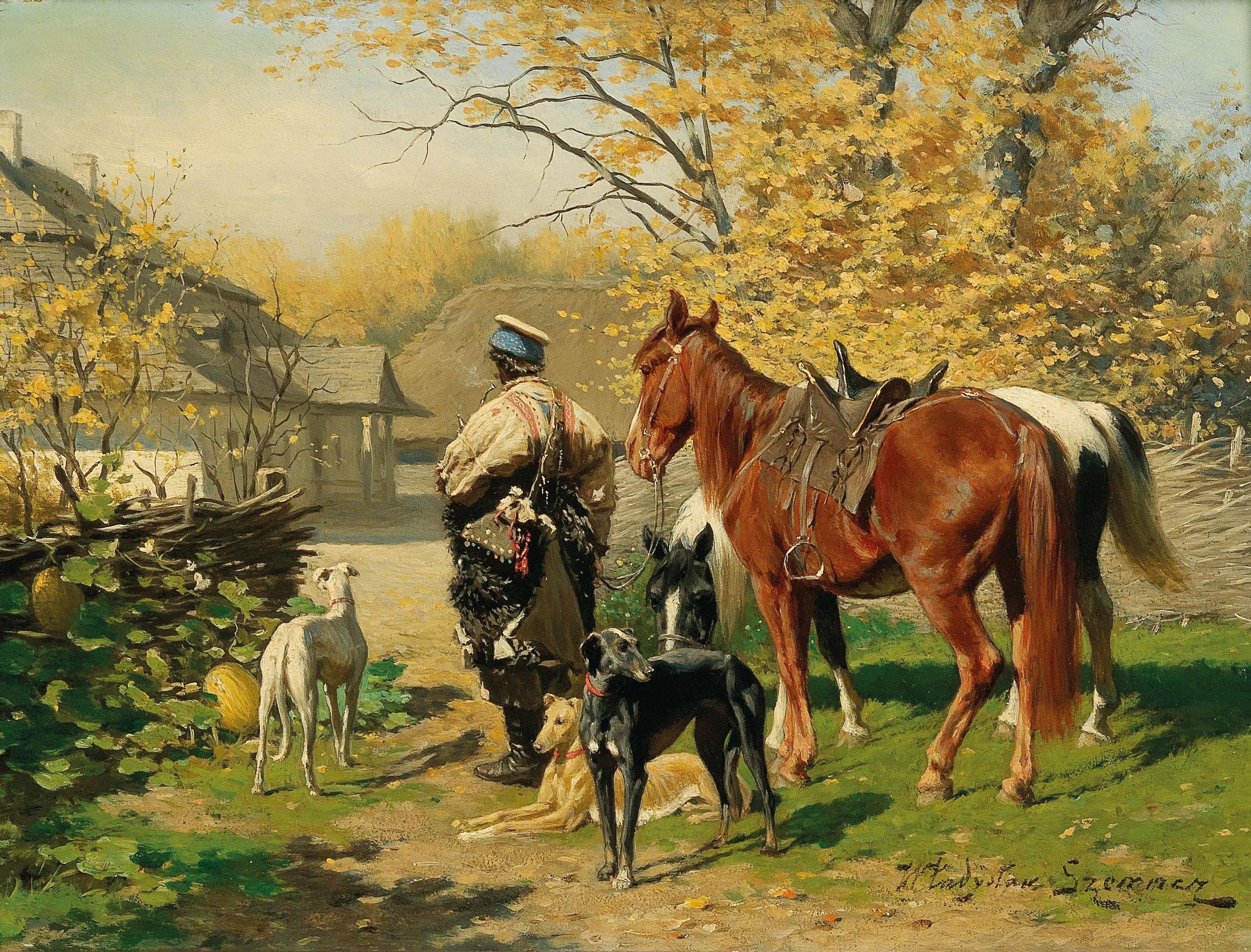
Відпочинок в садку, 1936, польський художник Владислав Кароль Шернер.